# Musikåret 2009

## Händelser
- 2 januari – SR P4 sänder sista omgången av dansbandsprogrammet Kalas.[1]
- 17 januari – Det svenska dansbandet Mona G:s orkester gör sin sista konsert i Folkets hus, Forshaga.[2]
- 28 januari – Kelly Clarkson slår rekord för längsta hopp till förstaplatsen på Billboard Hot 100 då singeln "My Life Would Suck Without You" klättrar från nummer 97 till förstaplatsen, med 280 00 digitala nerladdningen under första släppveckan.[3]
- 28 januari – Premiär för Popcirkus i SVT.[4]
- 29 januari – Madonna meddelar att hon kommer fortsätta sin rekordturné Sticky & Sweet Tour under 2009, och besöka städer som hon inte kom till första gången. Turnén ska börja i The O2 i London den 4 juli och utökningen ger turnén 80 konserter, och gör att den hamnar på listan över de fem största turnéerna någonsin.[5]

- Februari – Lily Allens "The Fear" hoppar upp 168 platser och toppar den brittiska singellistan,[6] vilket innebär slutet på Lady Gagas tre veckor långa topplacering.
- 1 februari – Bruce Springsteen,[7] Faith Hill[8] och Jennifer Hudson[9] uppträder under Super Bowl XLIII
- 8 februari – Under 51:a Grammygalan i Staples Center i Los Angeles vinner Lil Wayne fyra priskategorier, bland dem "bästa rapalbum" för Tha Carter III.[10] medan Blink-182 meddelar att man ska återförenas för turné och nytt album.[11]
- 10 februari – Rihanna avbryter sin malaysiska konsert The Good Girl Gone Bad Tour.[12]
- 12 februari – Låten "Crack a Bottle", framförd av Eminem, Dr. Dre och 50 Cent, slår nytt första veckan-rekord för nerladdning i USA, med 418 000 exemplar. Tidigare rekordet (335 000) noterades av "Live Your Life".[13]
- 12 februari – Billboard meddelar att Madonna är den underhållare som tjänade mest under 2008, med US$242,176,466, främst från utsålda Sticky & Sweet Tour.[14]
- 18 februari – Katy Perry vinner trofén "bästa internationella kvinna".[15]
- 18 februari – Flo Rida slår sitt eget rekord då singeln "Right Round" laddas ner 636 000 gånger under första veckan. Hans etta Low" från 2008 noterade tidigare rekord för mest nedladdade låt, med 467 000 sålda nerladdningar under första veckan.[16]
- 26 februari – Vokalisten Steven Page lämnar Barenaked Ladies.[17]

- 2 mars – Elton John och Billy Joel konfigurerar sina turnédatum. Deras senaste turné, 2003, spelade in $USD 45.8 million på 24 slutsålda konserter enligt Billboard Boxscore.[18]
- 3 mars – Britney Spears påbörjar världsturnén The Circus Starring Britney Spears i New Orleans Arena i New Orleans, Louisiana, USA. En 97 datum lång världsturné.[19]
- 7 mars – Metallica uppträder på Globen, Stockholm.[20]
- 8 mars – Metallica ställer in sin andra konsert i Globen då sångaren James Hetfield blir sjuk.[21]

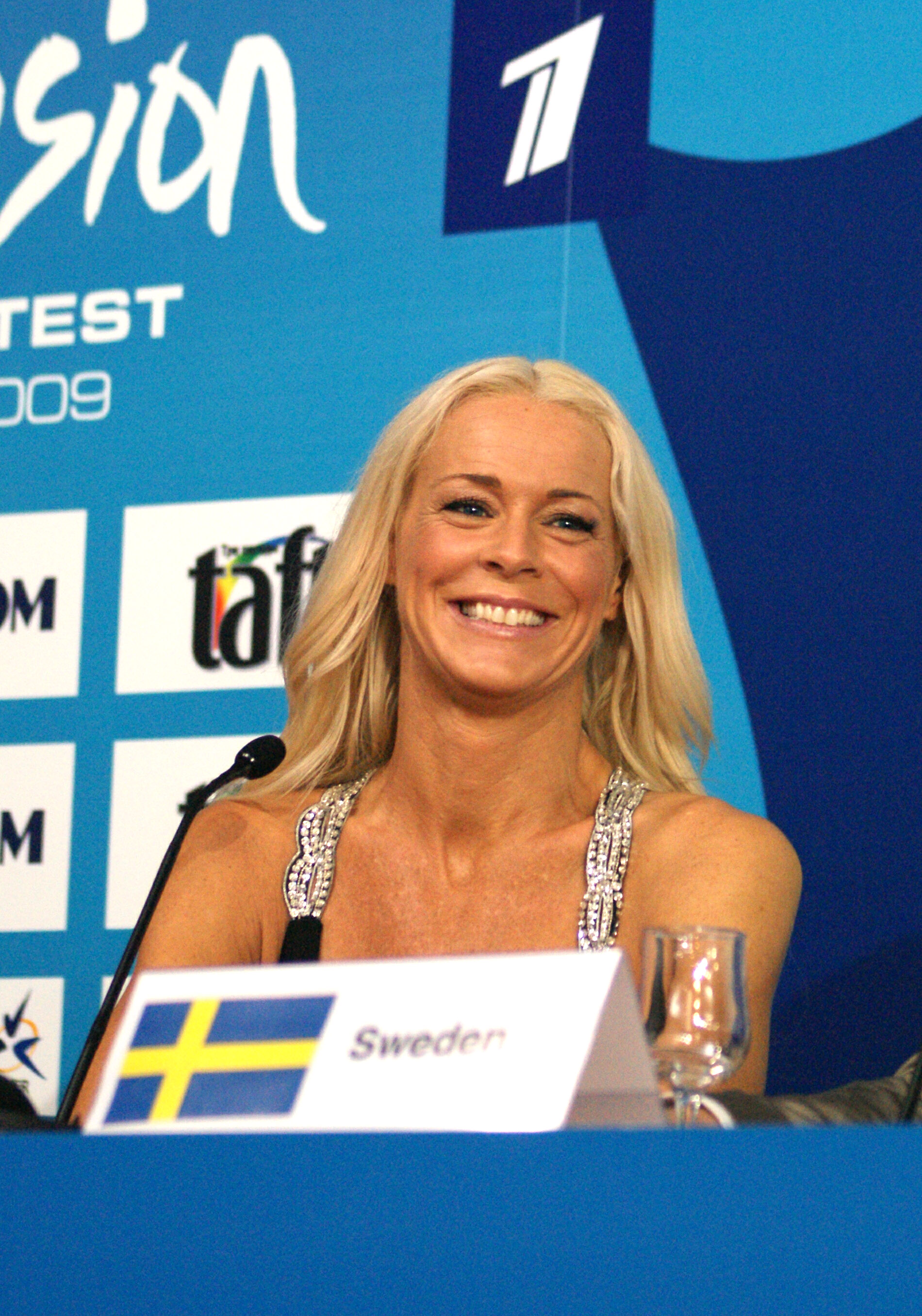
Malena Ernman

- 13 mars – Fleetwood Mac påbörjar sin första världsturné på fem år.[22]
- 14 mars – Låten La Voix framförd av Malena Ernmans låt vinner Melodifestivalen.[23]
- 23 mars – Bob Dylan uppträder på Globen, Stockholm.[24]
- 23 mars – Talangjakten Schlagerstjärnan avgörs ombord på båten Birka Paradise.[25]
- 27 mars – Bob Dylan uppträder i Kinnarps Arena, Jönköping.[26]
- 27 mars – Kikki Danielsson meddelar till Aftonbladet att hon, efter flera inställda konserter 2008-2009, går mot ett slut på musikkarriären.[27]
- 28 mars – Bob Dylan uppträder på Malmö Arena.[28]

- 4 april – 2009 års introduktionsceremoni för Rock and Roll Hall of Fame hålls med att välkomna nytillkomna Little Anthony & The Imperials, Bobby Womack, Jeff Beck som soloartist, Run-D.M.C., och Metallica.[29] Jason Newsted uppträdde också med band.[30]

- 4 maj – Metallica uppträder på Globen, Stockholm för att ersätta den tidigare inställda konserten.[31]

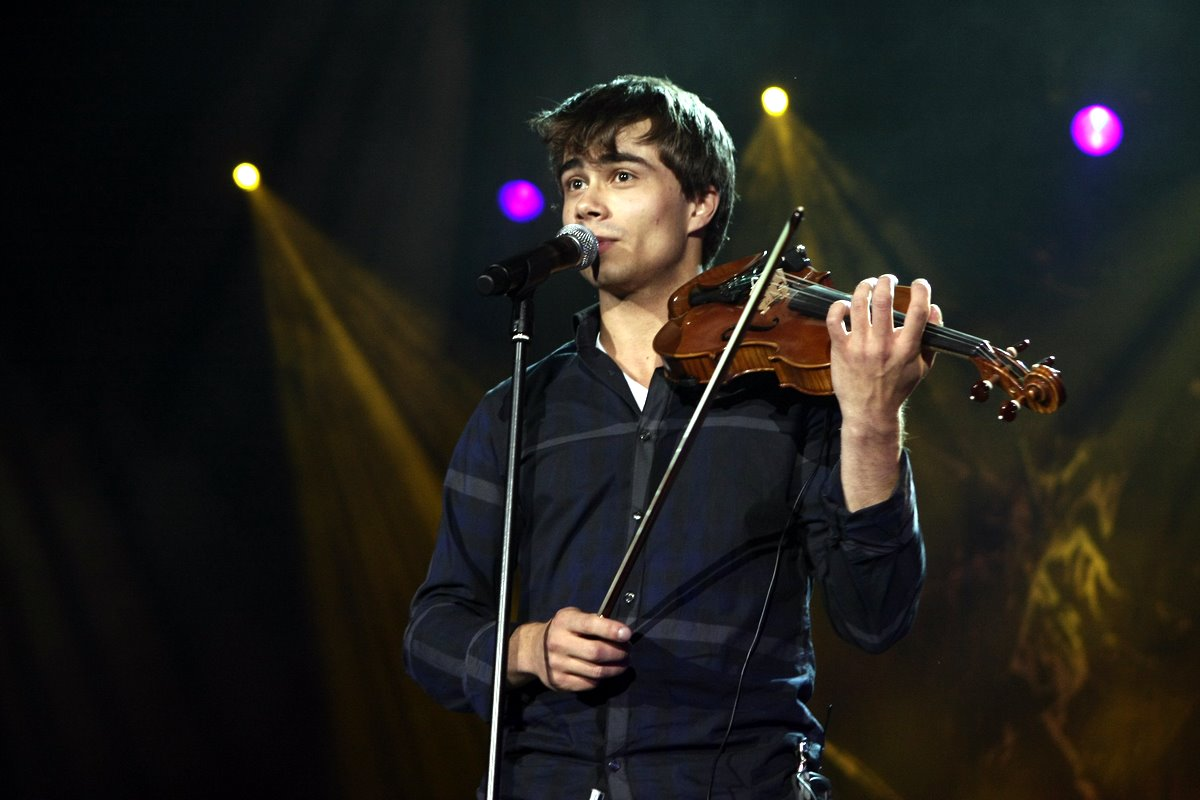
Alexander Rybak

- 16 maj – Låten Fairytale framförd av Alexander Rybak vinner Eurovision Song Contest i Olimpijskij Arena Moskva.[32]

- 6, 7 och 9 juni – Bruce Springsteen och The E-Street Band uppträder på Stockholms stadion.[33]
- 21 juni – AC/DC uppträder på Ullevi, Göteborg.
- 26 juni – Slipknot uppträder på Metaltown i Göteborg.
- 27 juni – Marilyn Manson uppträder på Metaltown, Göteborg.[34]

- 3 juli – Yahoo! Music meddelar att Taylor Swifts album Fearless och Flo Ridas singel "Right Round" är toppsäljande album respektive singel under första halvåret för 2009.[35]
- 31 juli – U2 uppträder på Ullevi, Göteborg.[36]

- 1 augusti – U2 uppträder för andra dagen i rad på Ullevi, Göteborg.
- 8–9 augusti – Madonna uppträder på Ullevi, Göteborg.[37]
- 21 augusti – Vokalisten Jim Lindberg meddelar att han lämnar Pennywise.[38]
- 21 augusti–31 augusti – När Black Eyed Peas ger konsert i Malaysia i samband med öljätten Guinnesss 250-årsjubileum i Kuala Lumpur släpps bara icke-muslimer in, då sponsoren är ett alkoholmärke, vilket inte anses passande för muslimer.[39]

- 11 oktober – Green Day uppträder i Globen, Stockholm[40]
- 15 oktober – Britney Spears "3" debuterar på förstaplatsen på Billboard Hot 100. Det blir hennes tredje etta på listan, och för första gången sedan Lauryn Hills "Doo Wop (That Thing)" den 14 november 1999 toppas listan av en singel som inte är American Idol-relaterad.[41]
- 28 oktober – Michael Jacksons This Is It har världspremiär på bio.

- 8 november – Låten Du är min man med Benny Anderssons Orkester och Helen Sjöholm lämnar Svensktoppen efter över fem och ett halvt år, totalt 278 veckor.[42][43]
- 12 november – Steven Tyler slutar inte i Aerosmith, trots rykten att bandet skulle vara i behov av ny sångare.[44]

- 4 december – Backstreet Boys uppträder på Hovet, Stockholm.[45]

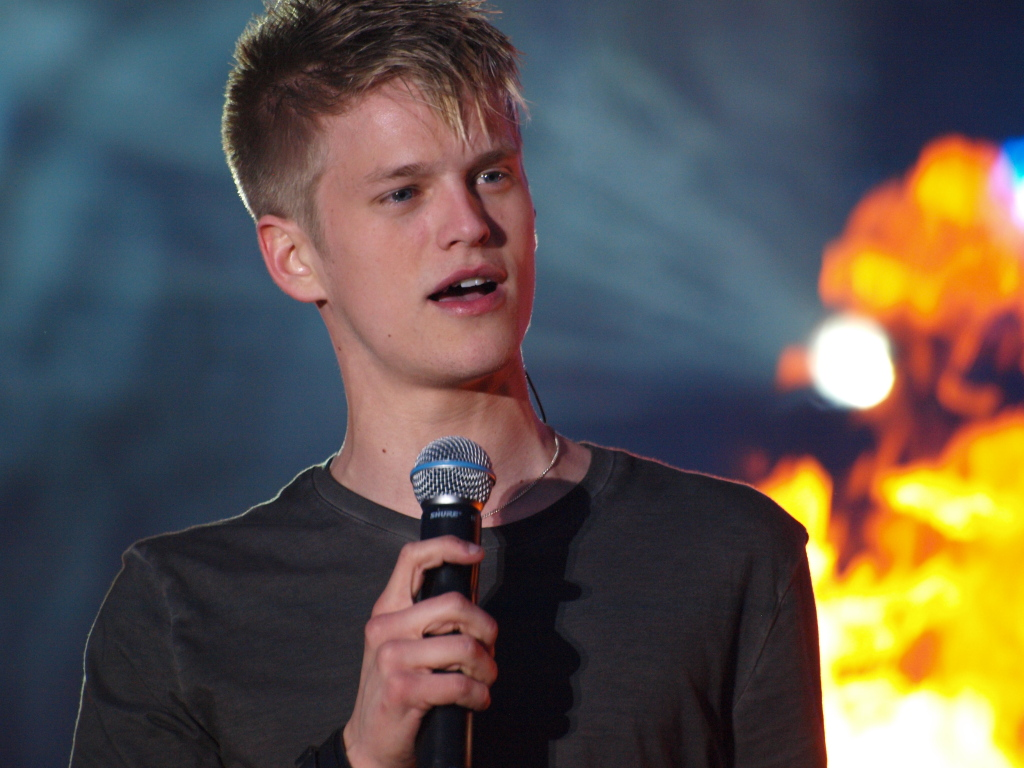
Erik Grönwall.

- 9 december – Finalen av Idol hålls i Globen i Stockholm, vinns av Erik Grönwall med låten Higher.[46]

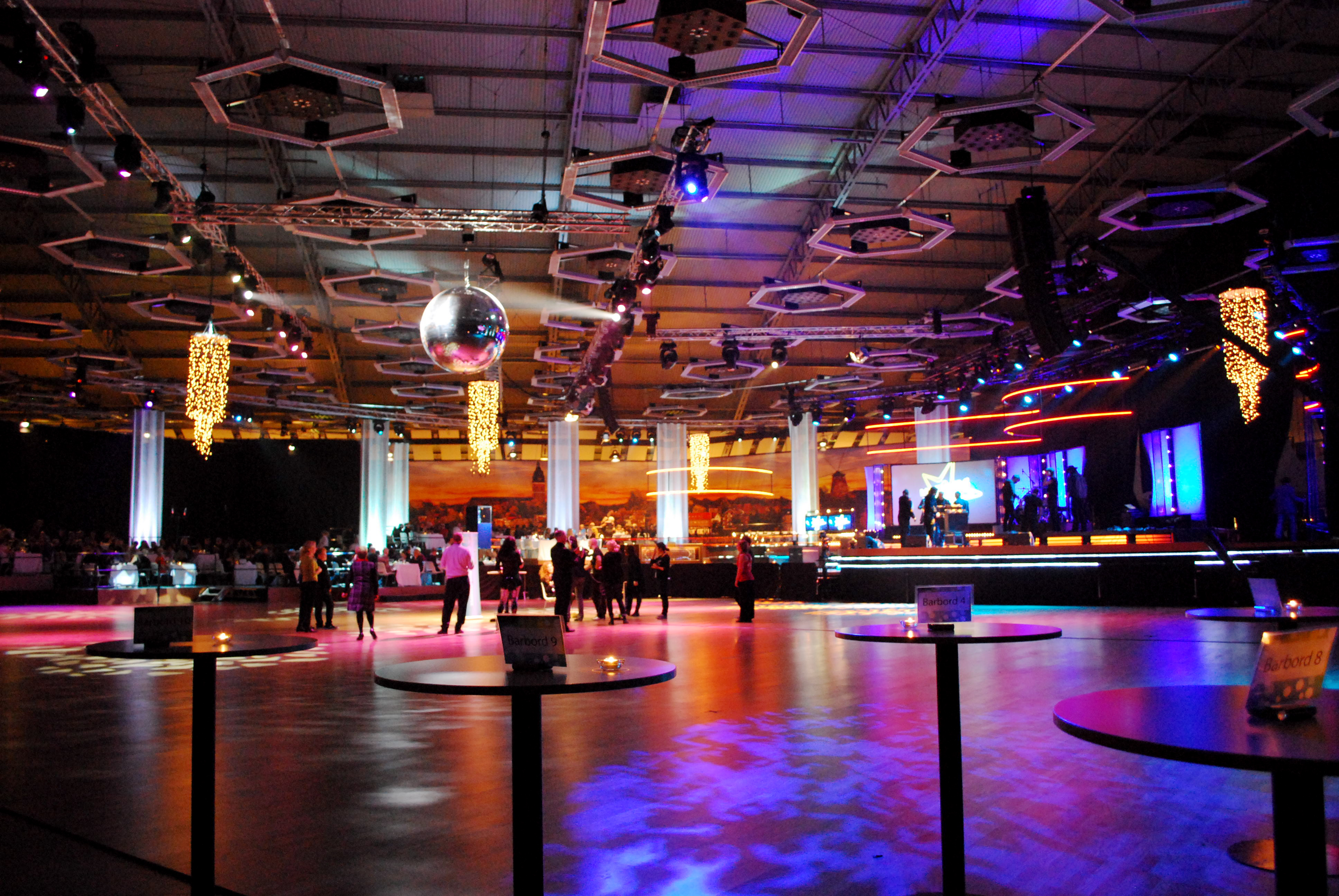
Dansbandskampen.

- 19 december – The Playtones vinner Dansbandskampen före Titanix.[47]
- 20 december – Rage Against the Machine blir julettan på den brittiska singellistan med Killing in the Name, efter en stor Facebook-kampanj.[48]

## Priser och utmärkelser
- 7 januari: Grammisgalan[49]
- 17 januari: P3 Guld[50]
- 1 februari: Musikexportpriset - Mando Diao[51]
- 4 februari: Jazz i Sverige – Josefine Lindstrand
- 5 februari: Ceciliapriset – Kerstin Börjeson
- 6 februari: Manifestgalan[52]
- 14 mars: Atterbergpriset – Ulla-Carin Nyquist
- 23 mars: Alice Babs Jazzstipendium – Kristin Amparo[53]
- 27 mars: Jazzkatten[54]
- 24 april: Ulla Billquist-stipendiet – Marit Bergman[55]
- 2 maj: Lunds Studentsångförenings solistpris – Helen Sjöholm
- 5 maj: Olle Adolphsons minnespris – Märta Ramsten[56]
- 13 maj: Svenska Dagbladets operapris – Michael Weinius[57]
- 28 maj: Jussi Björlingstipendiet – Jesper Taube[58]
- 7 juni: Ted Gärdestadstipendiet - Lovisa Samuelsson
- 8 juni: Litteris et Artibus - Karin Dornbusch[59]
- 16 juni: Jan Johansson-stipendiet – Esbjörn Svensson[60]
- 22 juni: Birgit Nilsson-stipendiet – Elin Rombo och Daniel Johansson
- 5 juli: Lars Gullin-priset – Rune Gustafsson[61]
- 11 juli: Fred Åkerström-stipendiet – Marie Bergman[62]
- 14 juli: Anita O'Day-priset – Gunhild Carling
- 16 juli: Ted Gärdestadstipendiet – Lovisa Samuelsson, Gustaf Redmo och Ida Wiklund
- 24 augusti: Monica Zetterlund-stipendiet – Meta Roos, Lena Swanberg och Gustav Karlström[63]
- 31 augusti: Polarpriset – Peter Gabriel och José Antonio Abreu[64]
- 13 oktober: Birgit Nilsson-priset – Plácido Domingo[65]
- 17 oktober: Johnny Bode-stipendiet – Bosse Saxell[66]
- 21 oktober: Nordiska rådets musikpris – Kari Kriikku[67]
- 25 oktober: Årets barn- och ungdomskörledare – Marie Bejstam och Charlotte Rider Norlander
- 26 oktober: Årets körledare – Cecilia Rydinger Alin[68]
- 27 oktober: Jenny Lind-stipendiet – Eva-Lotta Ohlsson[69]
- 18 november: Kungliga Musikaliska Akademiens Jazzpris – Bernt Rosengren[70]
- 18 november: Rosenbergpriset – Victoria Borisova-Ollas
- 22 november: Crusellstipendiet – Daniel Blendulf
- 23 november: Kungliga Musikaliska Akademiens Interpretpris – Kungsbacka Pianotrio och Martin Fröst
- 26 november: Stora Christ Johnson-priset – Kent Olofsson[71]
- 26 november: Tonsättarpriset till Bo Wallners minne – Mats Larsson Gothe[71]
- 1 december: Göran Lagervalls Musikstipendium – Ingvar Dahl
- 1 december: Medaljen för tonkonstens främjande – Sven-David Sandström, Bo Johansson, Ulla Magnusson och Göran Bergendal
- 11 december: Novellpriset – Alexis Weak[72]
- 13 december: Spelmannen – The Knife[73]
- 21 december: Platinagitarren – Robyn

## Årets album
Vänligen sortera soloartister på efternamn, musikgrupper på förstabokstaven (utan engelskans "The" och "A")

### A – G
- AC4 - AC4
- Miriam Aïda – Letras ao Brasil[74]
- Lily Allen - It's Not Me, It's You[75]
- Tori Amos – Abnormally Attracted to Sin[76]
- Tori Amos – Midwinter Graces
- Animal Collective - Merriweather Post Pavilion[77]
- The Animal Five – Je Ne Sais Quack[78]
- Antony and the Johnsons - The Crying Light[79]
- Arctic Monkeys - Humbug[80]
- Babian – Fullproppad, Listtoppad, Livrädd & Uppstoppad[81]
- Alice Babs – As Time Goes By[82]
- Backstreet Boys – This Is Us[83]
- Bazar Blå – Lost
- The Bear Quartet - 89[84]
- Dierks Bentley – Feel That Fire[85]
- bob hund - Folkmusik för folk som inte kan bete sig som folk[86]
- Bonnie "Prince" Billy - Beware[87]
- Andrew Bird – Noble Beast[88]
- Mary J. Blige – Stronger with Each Tear[89]
- Busta Rhymes – Back on My B.S.[90]
- Camera Obscura – My Maudlin Career[91]
- Cannibal Corpse – Evisceration Plague[92]
- Julian Casablancas - Phrazes for the Young[93]
- Ciara – Fantasy Ride[94]
- Kelly Clarkson – All I Ever Wanted[95]
- Crooked X – Crooked X[96]
- Death by Stereo – Death Is My Only Friend
- Depeche Mode - Sounds of the Universe[97]
- Deportees - Under the Pavement - The Beach[98]
- Steve Dobrogosz – Golden Slumbers[99]
- Drifters – Ljudet av ditt hjärta
- Bob Dylan – Together Through Life[100]
- Lisa Ekdahl – Give Me That Slow Knowing Smile[101]
- El Perro Del Mar - Love Is Not Pop[102]
- Missy Elliott – Block Party[103]
- Green Day – 21st Century Breakdown[104]
- Eminem – Relapse[105]
- Lotta Engberg – Jul hos mig[106]
- 50 Cent – Before I Self Destruct[107]
- The Fine Arts Showcase - Dolophine Smile[108]
- Ben Folds – Stems and Seeds[109]
- Fever Ray - Fever Ray[110]
- Franz Ferdinand – Tonight: Franz Ferdinand[111]
- The Fray – The Fray[112]

### H – R
- Keri Hilson – In a Perfect World...[113]
- Hoobastank – Fornever[114]
- Melissa Horn – Säg ingenting till mig[115]
- The Horrors - Primary Colours[116]
- Whitney Houston - I Look to You[117]
- Hästpojken - Från där jag ropar[118]
- Ingenting - Tomhet, idel tomhet[119]
- Jay-Z - The Blueprint 3[120]
- Jonathan Johansson - En hand i himlen[121]
- Olov Johansson & Catriona McKay – Foogy[122]
- Jill Johnson – Music Row II[123]
- Kebnekajse – Kebnekajse[124]
- Kent - Röd[125]
- Kiss – Sonic Boom[126]
- Kite - II
- KMFDM – Blitz[127]
- Kreator – Hordes of Chaos[128]
- Markus Krunegård - Lev som en gris, dö som en hund[129]
- Markus Krunegård - Prinsen av Peking[129]
- Laleh - Me and Simon[130]
- Lamb of God – Wrath[131]
- Larz-Kristerz – Hem till dig[132]
- Larz-Kristerz – Om du vill[133]
- Vesa-Matti Loiri – Hyvää puuta[134]
- Madina Lake – Attics to Eden[135]
- Olle Ljungström - Sju[136]
- Major Lazer - Guns Don't Kill People... Lazers do[137]
- Makthaverskan - Makthaverskan[138]
- Mando Diao – Give Me Fire[139]
- Mastodon – Crack the Skye[140]
- Matisyahu – Light
- Megadeth – Endgame[141]
- Miike Snow - Miike Snow[142]
- Miss Li - Dancing the Whole Way Home[143]
- Morrissey - Years of Refusal[144]
- Mos Def – The Ecstatic[145]
- Napalm Death – Time Waits for No Slave[146]
- New Found Glory – Not Without a Fight[147]
- Stevie Nicks – The Soundstage Sessions[148]
- Pet Shop Boys - Yes[149]
- Phoenix - Wolfgang Amadeus Phoenix[105]
- Placebo - Battle for the Sun[150]
- The Poodles - Clash of the Elements[151]
- Iggy Pop - Préliminaires[152]
- Raised Fist – Veil of Ignorance[153]
- Rammstein – Liebe ist für alle da[154]
- The Real Group – The Real Album
- The Red Jumpsuit Apparatus – The Lonely Road[155]
- Reel Big Fish – Fame, Fortune and Fornication[156]
- Röyksopp - Junior[157]

### S – Ö
- Sonia Sahlström – Glädjen
- Mange Schmidt – Odenplan Stockholm 1988[158]
- Scotts – Längtan[159]
- Sepultura – A-Lex[160]
- Émilie Simon – The Big Machine
- Slayer – World Painted Blood[161]
- The Sounds – Crossing the Rubicon[162]
- Sparks - The Seduction of Ingmar Bergman[163]
- Bruce Springsteen – Working on a Dream[164]
- St. Vincent - Actor[165]
- Taken by Trees - East of Eden[166]
- Taking Back Sunday – New Again[167]
- Tegan and Sara - Sainthood[168]
- Thåström - Kärlek är för dom[169]
- Tokio Hotel - Humanoid[170]
- Trey Songz – Ready[171]
- U2 - No Line on the Horizon[172]
- Yeah Yeah Yeahs - It's Blitz![173]
- Neil Young - Fork in the Road[174]
- Freddie Wadling - The Dark Flower (Den mörka blomman)[175]
- Jenny Wilson - Hardships![176]
- The xx - xx[177]

### Album på Sverigetopplistan
| Datum        | Artist                                             | Titel | Topp-placering   |
| ------------ | -------------------------------------------------- | --- | ---------------- |
| 2 januari    | Danny                                              | Set Your Body Free | #2               |
| 2 januari    | Status Quo                                         | Pictures – 40 Years of Hits                                                                                           | #2               |
| 2 januari    | Enrique Iglesias                                   | Greatest Hits | #2               |
| 2 januari    | Olsen Brothers                                     | Respect | #5               |
| 2 januari    | Dusty Springfield                                  | Walk On By – The Greatest Hits                                                                                        | #7               |
| 16 januari   | Lady GaGa                                          | The Fame | #15 (Guld)       |
| 16 januari   | Take That                                          | The Circus | #25              |
| 16 januari   | Saxon                                              | Into the Labyrinth | #33              |
| 23 januari   | Antony and the Johnsons                            | The Crying Light | #2               |
| 23 januari   | Mojje                                              | Popcornfrisyr | #6               |
| 23 januari   | Sofia Jannok                                       | Áššugáttis/By the Embers                                                                                              | #16              |
| 23 januari   | Kreator                                            | Hordes of Chaos | #47              |
| 30 januari   | Bruce Springsteen                                  | Working on a Dream | #1 (Platina)     |
| 30 januari   | Laleh                                              | Me and Simon | #2               |
| 30 januari   | Stockholm Stoner feat. Mats Ronander               | Stockholm Stoner | #13              |
| 30 januari   | Bruce Springsteen                                  | The Essential Bruce Springsteen                                                                                       | #25              |
| 30 januari   | Animal Collective                                  | Merriweather Post Pavilion                                                                                            | #37              |
| 30 januari   | Chris Brown                                        | Exclusive – The Forever Edition                                                                                       | #42              |
| 6 februari   | A Camp                                             | Colonia | #2 (Guld)        |
| 6 februari   | Freddie Wadling                                    | The Dark Flower (Den mörka blomman)                                                                                   | #7               |
| 6 februari   | Deathstars                                         | Night Electric Night                                                                                                  | #10              |
| 6 februari   | Franz Ferdinand                                    | Tonight: Franz Ferdinand                                                                                              | #13              |
| 6 februari   | Hanne Boel                                         | A New Kinda Soul | #20              |
| 6 februari   | Daniel Lindström                                   | D-Day | #25              |
| 6 februari   | Fredrik Swahn                                      | Ut i livet | #26              |
| 6 februari   | Sebastian Karlsson                                 | The Most Beautiful Lie                                                                                                | #32              |
| 6 februari   | Jonas & Jive                                       | Ingen vind ingen våg                                                                                                  | #33              |
| 13 februari  | Renegade Five                                      | Undergrounded Universe                                                                                                | #8               |
| 13 februari  | James Morrison                                     | Songs For You, Truths For Me                                                                                          | #25              |
| 13 februari  | Alice Babs                                         | As Time Goes By | #42              |
| 20 februari  | Mando Diao                                         | Give Me Fire | #2               |
| 20 februari  | Morrissey                                          | Years of Refusal | #5               |
| 20 februari  | Hide The Knives                                    | Savior For Sale | #9               |
| 20 februari  | Lily Allen                                         | It's Not Me, It's You                                                                                                 | #14              |
| 20 februari  | Van Morrison                                       | Astral Weeks – Live at the Hollywood Bowl                                                                             | #17              |
| 20 februari  | Crucified Barbara                                  | Til Death Do Us Party                                                                                                 | #53              |
| 20 februari  | Chris de Burgh                                     | Footsteps | #55              |
| 20 februari  | Jonathan Johansson                                 | En hand i himlen | #58              |
| 27 februari  | Larz-Kristerz                                      | Hem till dig | #1 (2 x Platina) |
| 27 februari  | Hammerfall                                         | No Sacrifice, No Victory                                                                                              | #2 (Guld)        |
| 27 februari  | Perssons Pack                                      | Öster om Heden | #4               |
| 27 februari  | Bengt Hennings                                     | Låt kärleken slå till                                                                                                 | #10              |
| 27 februari  | Mikael Wiehe                                       | Sånger från en inställd skilsmässa                                                                                    | #11              |
| 27 februari  | Kim                                                | Kim | #14              |
| 27 februari  | Janet Leon                                         | Janet | #14              |
| 27 februari  | Dundertåget                                        | Skaffa ny frisyr | #16              |
| 27 februari  | M. Ward                                            | Hold Time | #31              |
| 27 februari  | Joe Bonamassa                                      | Ballad of John Henry                                                                                                  | #46              |
| 6 mars       | U2                                                 | No Line on the Horizon                                                                                                | #2 (Platina)     |
| 6 mars       | Sahara Hotnights                                   | Sparks | #5               |
| 6 mars       | Jenny Wilson                                       | Hardships! | #7               |
| 6 mars       | CC & Lee                                           | Gåva till dig | #9               |
| 6 mars       | Dia Psalma                                         | Re Voltere | #21              |
| 6 mars       | The Prodigy                                        | Invaders Must Die | #23              |
| 6 mars       | Rikard Wolff                                       | Tango | #27              |
| 6 mars       | Lisa Nilsson with João Castilho & Sebastian Notini | Sambou Sambou | #28              |
| 6 mars       | Seasick Steve                                      | I Started Out With Nothin and i Still Got Most of it Left                                                             | #30              |
| 6 mars       | Kebnekajse                                         | Kebnekajse | #34              |
| 6 mars       | Lamb of God                                        | Wrath | #35              |
| 6 mars       | Manimal                                            | The Darkest Room | #36              |
| 6 mars       | Degradead                                          | Out of Body Experience                                                                                                | #48              |
| 13 mars      | Kevin Borg                                         | The Beginning | #3 (Guld)        |
| 13 mars      | Sofia Karlsson                                     | Söder om kärleken | #4               |
| 13 mars      | Olle Ljungström                                    | Sju | #5               |
| 13 mars      | Ole Ivars                                          | Platina | #17              |
| 13 mars      | Maggie Reilly                                      | Looking Back Moving Forward – The Best of                                                                             | #38              |
| 13 mars      | Simon Norrsveden                                   | Ok baby, det är dags att vi ska vinna allt                                                                            | #47              |
| 20 mars      | Thåström                                           | Kärlek är för dom | #1 (Guld)        |
| 20 mars      | Alcazar                                            | Disco Defenders | #4               |
| 20 mars      | Taylor Swift                                       | Fearless | #12              |
| 20 mars      | Kelly Clarkson                                     | All I Ever Wanted | #15              |
| 20 mars      | J.J. Cale                                          | Roll On | #21              |
| 20 mars      | Owe Thörnqvist                                     | Boogieman (1955–2005)                                                                                                 | #38              |
| 20 mars      | Gunnar Hoffsten Revival                            | Revival March | #53              |
| 20 mars      | Nightwish                                          | Made in Hong Kong (And in Various Other Places)                                                                       | #54              |
| 20 mars      | Loney, dear                                        | Dear John | #58              |
| 27 mars      | Caroline af Ugglas                                 | Så gör jag det igen                                                                                                   | #1 (Platina)     |
| 27 mars      | Salem                                              | Astronaut | #7               |
| 27 mars      | Fever Ray                                          | Fever Ray | #8               |
| 27 mars      | Lili & Susie                                       | Nu och då – Det bästa med Lili & Susie                                                                                | #9               |
| 27 mars      | Pete Doherty                                       | Grace/Wastelands | #13              |
| 27 mars      | Adiam Dymott                                       | Adiam Dymott | #14              |
| 27 mars      | An Cafe                                            | Harajuku Dance Rock                                                                                                   | #26              |
| 27 mars      | Velvet                                             | The Queen | #33              |
| 27 mars      | Bonnie Prince Billy                                | Beware | #58              |
| 27 mars      | Defueld                                            | Defueld | #60              |
| 3 april      | Måns Zelmerlöw                                     | MZW | #1 (Guld)        |
| 3 april      | Céline Dion                                        | My Love – Ultimate Essential Collection                                                                               | #6               |
| 3 april      | bob hund                                           | Folkmusik för folk som inte kan bete sig som folk                                                                     | #7               |
| 3 april      | Shirley Clamp                                      | För den som älskar - en samling                                                                                       | #11              |
| 3 april      | Pet Shop Boys                                      | Yes | #12              |
| 3 april      | Maia Hirasawa                                      | GBGVSSTHLM | #12              |
| 3 april      | Marit Bergman                                      | The Tear Collector | #14              |
| 3 april      | Raubtier                                           | Det finns bara krig                                                                                                   | #17              |
| 3 april      | Anna Järvinen                                      | Man var bland molnen                                                                                                  | #18              |
| 3 april      | Mariah Carey                                       | The Ballads | #22              |
| 3 april      | Mastodon                                           | Crack the Skye | #23              |
| 3 april      | Röyksopp                                           | Junior | #25              |
| 3 april      | Florence Valentin                                  | Spring Ricco | #36              |
| 10 april     | Miss Li                                            | Dancing the Whole Way Home                                                                                            | #8               |
| 10 april     | BWO                                                | Big Science | #9               |
| 10 april     | Caj Karlsson                                       | Tillsammans med mig                                                                                                   | #15              |
| 10 april     | Diana Krall                                        | Quiet Nights | #18              |
| 10 april     | Leonard Cohen                                      | Live in London | #19              |
| 10 april     | Candlemass                                         | Death Magic Doom | #33              |
| 10 april     | El Perro del Mar                                   | Love Is Not Pop | #37              |
| 10 april     | Lasse Stefanz                                      | En vän som du | #43              |
| 10 april     | Lene Marlin                                        | Twist the Truth | #57              |
| 17 april     | Malmö Opera Kör & Orkester                         | Jesus Christ Superstar                                                                                                | #2               |
| 17 april     | Lisa Ekdahl                                        | Give Me That Slow Knowing Smile                                                                                       | #7               |
| 17 april     | Neil Young                                         | Fork in the Road | #11              |
| 17 april     | Agnes Carlsson                                     | Dance Love Pop | #12              |
| 17 april     | John ME                                            | I am John | #29              |
| 17 april     | Kultiration                                        | Kultiration | #32              |
| 17 april     | Laura Pausini                                      | Primavera In Anticipo                                                                                                 | #43              |
| 17 april     | Kristofer Åström                                   | Sinkadus | #57              |
| 24 april     | Depeche Mode                                       | Sounds of the Universe                                                                                                | #1 (Guld)        |
| 24 april     | Moneybrother                                       | Real Control | #4               |
| 24 april     | Mad Lee Riot                                       | Terra In Cognito | #48              |
| 1 maj        | Bob Dylan                                          | Together Through Life                                                                                                 | #1               |
| 1 maj        | The Boppers                                        | Vibrations | #7               |
| 1 maj        | Melody Club                                        | Goodbye To Romance | #18              |
| 1 maj        | Pauline                                            | Never Said I Was An Angel                                                                                             | #26              |
| 1 maj        | Magnus Lindberg                                    | Ett eget liv | #29              |
| 1 maj        | Stiko Per Larsson                                  | Kap farväl | #30              |
| 1 maj        | Foobar The Band                                    | Your Fiend My Friend                                                                                                  | #32              |
| 1 maj        | Villebråd                                          | Ultrarapid | #59              |
| 8 maj        | Thorleifs                                          | Sweet Kissin' in the Moonlight: Den första kyssen                                                                     | #2 (Guld)        |
| 8 maj        | Promoe                                             | Kråksången | #4               |
| 8 maj        | Heaven and Hell                                    | The Devil You Know | #8               |
| 8 maj        | Filmmusik                                          | Hannah Montana: The Movie                                                                                             | #9               |
| 8 maj        | Theresa Andersson                                  | Hummingbird, Go! | #12              |
| 8 maj        | Innocent Rosie                                     | Bad Habit Romance | #13              |
| 8 maj        | Susanne Alfvengren                                 | Bortom tid och rum - Det bästa                                                                                        | #29              |
| 8 maj        | Cult of Luna                                       | Eternal Kingdom + Fire Was Born DVD                                                                                   | #51              |
| 8 maj        | Bill Callahan                                      | Sometimes I Wish We Were an Eagle                                                                                     | #58              |
| 15 maj       | Elisabeth Andreassen                               | Spelleman | #23              |
| 15 maj       | Intohimo                                           | Us; the Hollows | #25              |
| 15 maj       | Yusuf                                              | Roadsinger (To Warm You Through The Night)                                                                            | #41              |
| 15 maj       | Bonafide                                           | Bonafide | #45              |
| 15 maj       | Andreas Tilliander                                 | Show | #48              |
| 22 maj       | Green Day                                          | 21st Century Breakdown                                                                                                | #1 (Guld)        |
| 22 maj       | Dead by April                                      | Dead by April | #2               |
| 22 maj       | Eminem                                             | Relapse | #3               |
| 22 maj       | Sten & Stanley                                     | Allsånger på vårt sätt                                                                                                | #8               |
| 22 maj       | Steve Earle                                        | Townes | #24              |
| 22 maj       | Alf Robertson                                      | En flisa av granit | #29              |
| 22 maj       | Cherry Lips                                        | Cherry Lips | #38              |
| 22 maj       | Alf Robertson                                      | Rockar på svenska | #48              |
| 29 maj       | Johan Palm                                         | My Antidote | #3               |
| 29 maj       | The Poodles                                        | Clash of the Elements                                                                                                 | #5               |
| 29 maj       | Paul Potts                                         | Passione | #5 (Guld)        |
| 29 maj       | Tingeling/Kapten Krok                              | Grotescos Tingeling                                                                                                   | #8               |
| 29 maj       | Jack Vreeswijk                                     | Jack Vreeswijk sjunger Vreeswijk                                                                                      | #29              |
| 29 maj       | Manic Street Preachers                             | Journal for Plague Lovers                                                                                             | #37              |
| 29 maj       | Grizzly Bear                                       | Veckatimest | #41              |
| 29 maj       | Eric Clapton och Steve Winwood                     | Live from Madison Square Garden                                                                                       | #44              |
| 29 maj       | Madness                                            | The Liberty of Norton Folgate                                                                                         | #47              |
| 29 maj       | Primal Fear                                        | 16.6 (Before the Devil Knows You're Dead)                                                                             | #52              |
| 29 maj       | Jonathan Fagerlund                                 | Welcome to My World                                                                                                   | #53              |
| 5 juni       | The Refreshments                                   | A Band's Gotta Do What a Band's Gotta Do                                                                              | #1 (Guld)        |
| 5 juni       | Eros Ramazzotti                                    | Ali e radici | #2 (Guld)        |
| 5 juni       | Bruce Springsteen & the E Street Band              | Greatest Hits | #1 (Platina)     |
| 5 juni       | Deportees                                          | Under the Pavement - the Beach                                                                                        | #13              |
| 5 juni       | Calaisa                                            | Grafton Street | #14              |
| 5 juni       | Marilyn Manson                                     | The High End of Low                                                                                                   | #15              |
| 5 juni       | Molly Sandén                                       | Samma himmel | #16              |
| 5 juni       | Corroded                                           | Eleven Shades of Black                                                                                                | #18              |
| 5 juni       | Lillasyster                                        | Det här är inte musik, det här är kärlek                                                                              | #24              |
| 5 juni       | Iron Maiden                                        | Flight 666 | #25              |
| 5 juni       | Abramis Brama                                      | Smakar söndag | #33              |
| 5 juni       | Phoenix                                            | Wolfgang Amadeus Phoenix                                                                                              | #34              |
| 5 juni       | Mangrove                                           | Endless Skies | #41              |
| 5 juni       | Iggy Pop                                           | Préliminaires | #44              |
| 12 juni      | Lasse Stefanz                                      | Truck Stop | #1 (Platina)     |
| 12 juni      | Alexander Rybak                                    | Fairytales | #2 (Guld)        |
| 12 juni      | Hardcore Superstar                                 | Beg for It | #4               |
| 12 juni      | Placebo                                            | Battle for the Sun | #9               |
| 12 juni      | The Sounds                                         | Crossing the Rubicon                                                                                                  | #14              |
| 12 juni      | Rancid                                             | Let the Dominoes Fall                                                                                                 | #27              |
| 12 juni      | Keith Jarrett                                      | The Köln Concert | #27              |
| 12 juni      | Esbjörn Hazelius                                   | Blunda och du ska få se                                                                                               | #28              |
| 12 juni      | Chickenfoot                                        | Chickenfoot | #36              |
| 12 juni      | Elvis Costello                                     | Secret, Profane & Sugarcane                                                                                           | #45              |
| 12 juni      | Neil Young                                         | Neil Young Archives vol 1, 1963-1972 (8-CD)                                                                           | #50              |
| 12 juni      | Jorn                                               | Spirit Black | #52              |
| 12 juni      | The Pretenders                                     | The Best of – Break Up the Concrete                                                                                   | #58              |
| 19 juni      | Tomas Ledin                                        | 500 dagar om året | #2 (Platina)     |
| 19 juni      | Hans Edler with String Orchestra                   | Remember the Sixties                                                                                                  | #8               |
| 19 juni      | Style                                              | Vill ha dej igen | #9               |
| 19 juni      | Imperiet                                           | Silver, guld och misär                                                                                                | #10              |
| 19 juni      | Jannez                                             | Guenerina | #14              |
| 19 juni      | Sonic Youth                                        | The Eternal | #28              |
| 19 juni      | Milow                                              | Milow | #38              |
| 19 juni      | Black Eyed Peas                                    | The E.N.D. | #40              |
| 19 juni      | Magnum                                             | Into the Valley of the Moonking                                                                                       | #41              |
| 19 juni      | a-ha                                               | Foot of the Mountain                                                                                                  | #45              |
| 26 juni      | Rolandz                                            | Efter regn kommer solsken                                                                                             | #3 (Guld)        |
| 26 juni      | Smurfarna                                          | Smurfparty 2 | #8               |
| 26 juni      | Jonas Brothers                                     | Lines, Vines and Trying Times                                                                                         | #14              |
| 26 juni      | Svenska Lyxorkestern                               | En underbar tid | #51              |
| 3 juli       | Gasolin'                                           | Masser af succes – Greatest Hits & Greatest Hits Live                                                                 | #1 (Platina)     |
| 3 juli       | Dream Theater                                      | Black Clouds & Silver Linings                                                                                         | #3               |
| 3 juli       | Benny Andersson Band                               | Story of a Heart | #5               |
| 3 juli       | Michael Jackson                                    | Collection | #5 (Guld)        |
| 3 juli       | Regina Spektor                                     | Far | #8               |
| 3 juli       | Black Jack                                         | Summertime Blues | #11              |
| 3 juli       | CajsaStina Åkerström                               | Sånger om dej och mej                                                                                                 | #15              |
| 3 juli       | Dinosaur Jr.                                       | Farm | #40              |
| 3 juli       | Gargamel                                           | Descending | #48              |
| 3 juli       | The Mars Volta                                     | Octahedron | #51              |
| 10 juli      | Malena Ernman                                      | La Voix du Nord | #1 (Platina)     |
| 10 juli      | Wilco                                              | Wilco | #31              |
| 10 juli      | Anders Lundin                                      | Allsång på Skansen | #32              |
| 10 juli      | Ted Gärdestad                                      | Helt nära dig – Samlade album                                                                                         | #34              |
| 10 juli      | Tommy Emmanuel                                     | Center Stage | #47              |
| 10 juli      | Killswitch Engage                                  | Killswitch Engage | #52              |
| 17 juli      | Melody Gardot                                      | My One and Only Thrill                                                                                                | #1 (Platina)     |
| 17 juli      | Erik Linder                                        | Inifrån | #5               |
| 17 juli      | Don Henley                                         | Very Best of | #19              |
| 17 juli      | Björn Afzelius & Mikael Wiehe                      | Olympiska nätter | #21              |
| 17 juli      | Von Benzo                                          | Von Benzo | #30              |
| 17 juli      | Ponamero Sundown                                   | Stonerized | #39              |
| 24 juli      | Janis Joplin                                       | The Essential Janis Joplin                                                                                            | #26              |
| 24 juli      | Daughtry                                           | Leave This Town | #31              |
| 24 juli      | Gösta Berlings Saga                                | Detta har hänt | #49              |
| 31 juli      | Yohanna                                            | Butterflies and Elvis                                                                                                 | #19              |
| 31 juli      | Michael Jackson & The Jackson 5                    | The Motown Years | #33              |
| 7 augusti    | Scotts                                             | Längtan | #1 (Guld)        |
| 21 augusti   | Iron Maiden                                        | Iron Maiden | #27              |
| 21 augusti   | Iron Maiden                                        | Dance of Death | #32              |
| 21 augusti   | Band of Horses                                     | Cease to Begin | #57              |
| 28 augusti   | Erik Hassle                                        | Hassle | #2               |
| 28 augusti   | Drifters                                           | Ljudet av ditt hjärta                                                                                                 | #3               |
| 28 augusti   | Mew                                                | No More Stories Are Told Today I'm Sorry They Washed Away No More Stories The World Is Grey I'm Tired Let's Wash Away | #41              |
| 28 augusti   | U.D.O.                                             | Dominator | #51              |
| 28 augusti   | Richmond Fontaine                                  | We Used To Think The Freeway Sounded Like A River                                                                     | #52              |
| 28 augusti   | Movits!                                            | Äppelknyckarjazz | #56              |
| 4 september  | Sarah Dawn Finer                                   | Moving On | #1 (Guld)        |
| 4 september  | Whitney Houston                                    | I Look to You | #2 (Guld)        |
| 4 september  | Arctic Monkeys                                     | Humbug | #12              |
| 4 september  | Willie Nelson                                      | American Classic | #16              |
| 4 september  | David Guetta                                       | One Love | #33              |
| 4 september  | Siena Root                                         | Different Realities                                                                                                   | #35              |
| 4 september  | Siena Root                                         | Far From the Sun | #44              |
| 11 september | Takida                                             | The Darker Instinct                                                                                                   | #1 (Guld)        |
| 11 september | John Fogerty                                       | The Blue Ridge Rangers Ride Again                                                                                     | #3 (Guld)        |
| 11 september | Fibes! Oh Fibes!                                   | 1987 | #8               |
| 11 september | Magnus Carlson                                     | Magnus Carlson & the Moon Ray Quintet                                                                                 | #18              |
| 11 september | Vox Archangeli                                     | Sanctus : Michael | #27              |
| 11 september | Prefab Sprout                                      | Let's Change the World with Music                                                                                     | #28              |
| 11 september | Gotthard                                           | Need to Believe | #30              |
| 11 september | Divine                                             | Divine | #33              |
| 11 september | Taken By Trees                                     | East of Eden | #43              |
| 11 september | Theodor Jensen                                     | Tough Love | #52              |
| 11 september | The Black Crowes                                   | Before the Frost... Until the Freeze                                                                                  | #59              |
| 18 september | Europe                                             | Last Look at Eden | #1 (Guld)        |
| 18 september | The Beatles                                        | Abbey Road | #6               |
| 18 september | The Beatles                                        | Sgt. Pepper's Lonely Hearts Club Band                                                                                 | #8               |
| 18 september | The Beatles                                        | The Beatles | #11              |
| 18 september | The Beatles                                        | Revolver | #13              |
| 18 september | The Beatles                                        | The Beatles in Mono                                                                                                   | #15              |
| 18 september | The Beatles                                        | The Beatles (Box) | #15              |
| 18 september | The Beatles                                        | Rubber Soul | #17              |
| 18 september | Ingenting                                          | Tomhet, idel tomhet                                                                                                   | #21              |
| 18 september | Raised Fist                                        | Veil of Ignorance | #22              |
| 18 september | The Beatles                                        | Let It Be | #24              |
| 18 september | Aqua                                               | Greatest Hits | #24              |
| 18 september | The Beatles                                        | Please Please Me | #27              |
| 18 september | The Beatles                                        | A Hard Day's Night | #29              |
| 18 september | The Beatles                                        | Help! | #30              |
| 18 september | The Beatles                                        | Beatles for Sale | #31              |
| 18 september | The Beatles                                        | Magical Mystery Tour                                                                                                  | #32              |
| 18 september | The Bear Quartet                                   | 89 | #33              |
| 18 september | The Beatles                                        | With the Beatles | #34              |
| 18 september | The Beatles                                        | Past Masters | #36              |
| 18 september | The Beatles                                        | Yellow Submarine | #52              |
| 25 september | Lars Winnerbäck                                    | Tänk om jag ångrar mig, och sen ångrar mig igen                                                                       | #1 (Platina)     |
| 25 september | Mark Knopfler                                      | Get Lucky | #6               |
| 25 september | Ane Brun                                           | Live at Stockholm Concert Hall                                                                                        | #7               |
| 25 september | Muse                                               | The Resistance | #8               |
| 25 september | Ken Ring                                           | Hip Hop | #9               |
| 25 september | Ebba Forsberg                                      | Ta min vals: Ebba Forsberg sjunger Leonard Cohen                                                                      | #10              |
| 25 september | Mats Bergmans                                      | Premiär | #13              |
| 25 september | Bonafide                                           | Something's Dripping                                                                                                  | #16              |
| 25 september | Jerry Williams                                     | Dynamite - Live | #16              |
| 25 september | Megadeth                                           | Endgame | #17              |
| 25 september | Ace Frehley                                        | Anomaly | #20              |
| 25 september | The Real Group                                     | The Real Album | #20              |
| 25 september | All Time Low                                       | Nothing Personal | #22              |
| 25 september | Porcupine Tree                                     | The Incident | #23              |
| 25 september | Sonata Arctica                                     | The Days of Grays | #31              |
| 25 september | Jay-Z                                              | The Blueprint 3 | #44              |
| 25 september | Monsters of Folk                                   | Monsters of Folk | #44              |
| 2 oktober    | Madonna                                            | Celebration | #2 (Platina)     |
| 2 oktober    | Eva Eastwood                                       | The Beat Goes On | #6               |
| 2 oktober    | Pearl Jam                                          | Backspacer | #13              |
| 2 oktober    | Mika                                               | The Boy Who Knew Too Much                                                                                             | #14              |
| 2 oktober    | Pernilla Andersson                                 | Ashbury Apples | #25              |
| 2 oktober    | Immortal                                           | All Shall Fall | #34              |
| 2 oktober    | Alison Krauss                                      | Essential | #37              |
| 2 oktober    | David Sylvian                                      | Manafon | #50              |
| 2 oktober    | Kings of Convenience                               | Declaration of Dependence                                                                                             | #53              |
| 9 oktober    | Larz-Kristerz                                      | Om du vill | #1 (Platina)     |
| 9 oktober    | Peter LeMarc                                       | Klassiker | #4 (Guld)        |
| 9 oktober    | Mustasch                                           | Mustasch | #5               |
| 9 oktober    | Christer Sjögren                                   | Schlagerminnen | #5 (Guld)        |
| 9 oktober    | Paramore                                           | Brand New Eyes | #17              |
| 9 oktober    | Alice in Chains                                    | Black Gives Way to Blue                                                                                               | #20              |
| 9 oktober    | Melody Gardot                                      | Worrisome Heart | #25              |
| 9 oktober    | Tingsek                                            | Restless Soul | #27              |
| 9 oktober    | Paradise Lost                                      | Faith Divides Us Death Unites Us                                                                                      | #29              |
| 9 oktober    | Barbra Streisand                                   | Love is the Answer | #33              |
| 9 oktober    | Lynyrd Skynyrd                                     | God & Guns | #38              |
| 9 oktober    | Kris Kristofferson                                 | Closer to the Bone | #40              |
| 9 oktober    | Mariah Carey                                       | Memoirs of an Imperfect Angel - DLX                                                                                   | #44              |
| 9 oktober    | Niclas Wahlgren                                    | Plommon | #48              |
| 9 oktober    | Marduk                                             | Wormwood | #53              |
| 9 oktober    | Tina Turner                                        | Tina Live | #59              |
| 16 oktober   | Kiss                                               | Sonic Boom | #3               |
| 16 oktober   | Nisse Hellberg                                     | En modern man | #6               |
| 16 oktober   | Tokio Hotel                                        | Humanoid | #8               |
| 16 oktober   | Chris Rea                                          | Still So Far to Go: The Best of Chris Rea                                                                             | #10              |
| 16 oktober   | John Lindberg Trio                                 | Brand New Philosophy                                                                                                  | #11              |
| 16 oktober   | Elin Ruth Sigvardsson                              | Cookatoo Friends | #16              |
| 16 oktober   | Backstreet Boys                                    | This Is Us | #17              |
| 16 oktober   | Rosanne Cash                                       | The List | #19              |
| 16 oktober   | W.A.S.P.                                           | Babylon | #24              |
| 16 oktober   | David Urwitz                                       | Så långt det är möjligt                                                                                               | #27              |
| 16 oktober   | Fernandoz                                          | På väg igen | #28              |
| 16 oktober   | Mando Diao                                         | The Malevolence of Mando Diao - The EMI B-Sides                                                                       | #30              |
| 16 oktober   | Meja                                               | Urban Gypsy | #60              |
| 23 oktober   | Rammstein                                          | Liebe ist für alle da                                                                                                 | #3               |
| 23 oktober   | Melissa Horn                                       | Säg ingenting till mig                                                                                                | #4               |
| 23 oktober   | Bob Dylan                                          | Christmas in the Heart                                                                                                | #6               |
| 23 oktober   | Markus Krunegård                                   | Prinsen av Peking | #9               |
| 23 oktober   | Markus Krunegård                                   | Lev som en gris, dö som en hund                                                                                       | #11              |
| 23 oktober   | Shakira                                            | She Wolf | #23              |
| 23 oktober   | Bring me the Horizon                               | Suicide Season | #27              |
| 23 oktober   | Mange Myt                                          | A.D.H.D. (Alla dårar har drömmar)                                                                                     | #36              |
| 30 oktober   | Bo Kaspers Orkester                                | Samling | #5 (Guld)        |
| 30 oktober   | Amy Diamond                                        | Swings and Roundabouts                                                                                                | #16 (Guld)       |
| 30 oktober   | Michael Bublé                                      | Crazy Love | #17              |
| 30 oktober   | Per Gessle                                         | Gessle over Europe | #24              |
| 30 oktober   | Mama Kin                                           | In the City | #30              |
| 30 oktober   | Jeanette Lindström                                 | Attitude & Orbit Control                                                                                              | #31              |
| 30 oktober   | Freak Kitchen                                      | Land of the Freaks | #41              |
| 6 november   | Michael Jackson                                    | Michael Jackson's This Is It                                                                                          | #1 (Guld)        |
| 6 november   | Jill Johnson                                       | Music Row II | #2 (Guld)        |
| 6 november   | Amanda Jenssen                                     | Happyland | #3 (Platina)     |
| 6 november   | Rod Stewart                                        | Soulbook | #4 (Guld)        |
| 6 november   | Peter Jöback                                       | East Side Stories | #5 (Guld)        |
| 6 november   | Martin Stenmarck                                   | Septemberland | #10              |
| 6 november   | Frank Sinatra                                      | Live at the Meadowlands                                                                                               | #14              |
| 6 november   | Willy Clay Band                                    | Blue | #19              |
| 6 november   | Carolina Wallin Pérez                              | Pärlor och svin | #23              |
| 6 november   | Wolfmother                                         | Cosmic Egg | #27              |
| 6 november   | Daniel Lemma                                       | Rebound | #31              |
| 6 november   | Mattias Alkberg                                    | Nerverna | #45              |
| 6 november   | Transatlantic                                      | The Whirlwind | #59              |
| 13 november  | Kent                                               | Röd | #1 (Platina)     |
| 13 november  | Sissel og Odd                                      | Strålande jul | #7 (Guld)        |
| 13 november  | Sting                                              | If on a Winter's Night...                                                                                             | #12              |
| 13 november  | Elvis Presley                                      | The Collection | #16              |
| 13 november  | Stefan Andersson                                   | Skeppsråttan | #18              |
| 13 november  | Sofia Karlsson                                     | Det allra bästa 1999-2009                                                                                             | #18              |
| 13 november  | Slayer                                             | World Painted Blood                                                                                                   | #21              |
| 13 november  | Foo Fighters                                       | Greatest Hits | #24              |
| 13 november  | Katatonia                                          | Night Is the New Day                                                                                                  | #39              |
| 13 november  | Anna Ternheim                                      | Leaving on a Mayday - Special Edition Box                                                                             | #42              |
| 13 november  | Samuel Ljungblahd                                  | No. 3 | #44              |
| 13 november  | Julian Casablancas                                 | Phrazes for the Young                                                                                                 | #49              |
| 13 november  | Creed                                              | Full Circle | #56              |
| 20 november  | Robbie Williams                                    | Reality Killed the Video Star                                                                                         | #2               |
| 20 november  | Lotta Engberg                                      | Jul hos mig | #2 (Guld)        |
| 20 november  | Carola                                             | Christmas in Bethlehem                                                                                                | #4 (Platina)     |
| 20 november  | Bon Jovi                                           | The Circle | #9               |
| 20 november  | Jessica Andersson                                  | Wake Up | #10              |
| 20 november  | Louise Hoffsten                                    | På andra sidan Vättern                                                                                                | #16              |
| 20 november  | Them Crooked Vultures                              | Them Crooked Vultures                                                                                                 | #33              |
| 20 november  | Avatar                                             | Avatar | #36              |
| 20 november  | Jamie Cullum                                       | The Pursuit | #46              |
| 20 november  | AC/DC                                              | Backtracks | #60              |
| 27 november  | Norah Jones                                        | The Fall | #2               |
| 27 november  | Queen                                              | Absolute Greatest | #5               |
| 27 november  | Andrea Bocelli                                     | My Christmas | #9               |
| 27 november  | Leona Lewis                                        | Echo | #19              |
| 27 november  | Svenska Ljud                                       | Hasse & Tages revylåda                                                                                                | #30              |
| 27 november  | Maskinen                                           | Boys II Men | #40              |
| 27 november  | John Mayer                                         | Battle Studies | #44              |
| 27 november  | Tom Waits                                          | Glitter and Doom Live                                                                                                 | #46              |
| 27 november  | Cliff Richard & The Shadows                        | Reunited: 50th Anniversary Album                                                                                      | #54              |
| 4 december   | Thåström                                           | Be-bop-a-lula hela jävla dan (1989-2009)                                                                              | #1 (Guld)        |
| 4 december   | Susan Boyle                                        | I Dreamed a Dream | #3 (Guld)        |
| 4 december   | Lady Gaga                                          | The Fame Monster | #14              |
| 4 december   | Magnus Carlsson                                    | Christmas - Deluxe Edition                                                                                            | #14              |
| 4 december   | Streaplers                                         | Ett år i taget | #15              |
| 4 december   | Stefan Sundström                                   | Ingenting har hänt | #17              |
| 4 december   | Enya                                               | The Very Best of Enya                                                                                                 | #20              |
| 4 december   | Hellfueled                                         | Emissions of Sin | #31              |
| 4 december   | Rihanna                                            | Rated R | #35              |
| 4 december   | Arvingarna                                         | Underbart | #35              |
| 11 december  | The Priests                                        | Harmony | #1 (Guld)        |
| 11 december  | Westlife                                           | Where We Are | #8 (Guld)        |
| 11 december  | Georg Wadenius/Arild Andersen/Jan Lundgren         | Jul på svenska | #28              |
| 11 december  | Seal                                               | Hits (1990-2009) | #32              |
| 11 december  | Orphei Drängar                                     | Christmas Songs | #41              |
| 18 december  | Alicia Keys                                        | The Element of Freedom                                                                                                | #34              |
| 18 december  | The Refreshments                                   | 8 CD Collection | #35              |
| 18 december  | Niklas Strömstedt                                  | 30 år i kärlekens tjänst                                                                                              | #36              |
| 18 december  | Paul McCartney                                     | Good Evening New York City                                                                                            | #38              |
| 28 december  | Erik Grönwall                                      | Erik Grönwall | #1               |
| 28 december  | Esperanza Spalding                                 | Esperanza | #37              |
| 28 december  | Janne Schaffer                                     | Stämningsfullt - en vinterresa                                                                                        | #51              |
| 28 december  | The Baseballs                                      | Strike! | #54              |

## Årets singlar och hitlåtar

### Listettor
Sverigetopplistan
| Datum                  | Låttitel                     | Artist/grupp                           | Bakgrund  |
| ---------------------- | ---------------------------- | -------------------------------------- | --------- |
| 2 januari 2009 (5v)    | Poker Face                   | Lady GaGa                              | USA       |
| 6 februari 2009 (1v)   | Carina                       | Larz-Kristerz                          | Sverige   |
| 13 februari 2009 (1v)  | 3 Floors Down                | Kim Kärnfalk                           | Sverige   |
| 20 februari 2009 (2v)  | Poker Face                   | Lady GaGa                              | USA       |
| 6 mars 2009 (1v)       | Med hjärtat fyllt av ljus    | Shirley Clamp                          | Sverige   |
| 13 mars 2009 (2v)      | Baby Goodbye                 | E.M.D                                  | Sverige   |
| 27 mars 2009 (4v)      | Tingaliin                    | P-Bros Feat. DJ Trexx & Olga Pratilova | Sverige   |
| 24 april 2009 (1v)     | Emma-Lee                     | Johan Palm                             | Sverige   |
| 1 maj 2009 (2v)        | Losing You                   | Dead By April                          | Sverige   |
| 15 maj 2009 (1v)       | Svennebanan                  | Promoe                                 | Sverige   |
| 22 maj 2009 (5v)       | Fairytale                    | Alexander Rybak                        | Norge     |
| 26 juni 2009 (1v)      | Ayo Technology               | Milow                                  | Belgien   |
| 3 juli 2009 (1v)       | Rap das Armas                | Cidinho e Doca                         | Brasilien |
| 10 juli 2009 (1v)      | Sky's The Limit              | Ola                                    | Sverige   |
| 17 juli 2009 (1v)      | Handful of Keys              | Robert Wells                           | Sverige   |
| 24 juli 2009 (3v)      | Rap das Armas                | Cidinho e Doca                         | Brasilien |
| 14 augusti 2009 (2v)   | Celebration                  | Madonna                                | USA       |
| 28 augusti 2009 (2v)   | Jag får liksom ingen ordning | Lars Winnerbäck                        | Sverige   |
| 11 september 2009 (3v) | I Gotta Feeling              | The Black Eyed Peas                    | USA       |
| 2 oktober 2009 (1v)    | 1000 nålar                   | Martin Stenmarck                       | Sverige   |
| 9 oktober 2009 (1v)    | I Gotta Feeling              | The Black Eyed Peas                    | USA       |
| 16 oktober 2009 (2v)   | Töntarna                     | Kent                                   | Sverige   |
| 30 oktober 2009 (2v)   | Viva la Vida                 | Darin                                  | Sverige   |
| 13 november 2009 (1v)  | 2000                         | Kent                                   | Sverige   |
| 20 november 2009 (4v)  | Bad Romance                  | Lady GaGa                              | USA       |
| 18 december 2009 (5v)  | Higher                       | Erik Grönwall                          | Sverige   |

Tracks
- 3 januari: The Killers – Human
- 10 januari: Agnes – Release Me
- 17 januari-28 februari: Mando Diao – Dance With Somebody
- 7 mars: Lasse Lindh – Jag ska slåss i dina kvarter
- 14 mars-4 april: Mando Diao – Dance With Somebody
- 11-25 april: Alcazar – Stay the Night
- 2-16 maj: Lily Allen – Fuck You
- 23-30 maj: Alexander Rybak – Fairytale
- 6-13 juni: Röyksopp – The Girl and the Robot
- 22 augusti: Madonna – Celebration
- 29 augusti-5 september: Green Day – 21 Guns
- 12-26 september: Lars Winnerbäck – Jag får liksom ingen ordning
- 3-10 oktober: Takida – The Things We Owe
- 17 oktober-7 november: Kent – Töntarna
- 14 november: Muse – Uprising
- 21 november-12 december: Lady Gaga – Bad Romance

Svensktoppen
- 4-11 januari: Lars Winnerbäck & Miss Li – Om du lämnade mig nu
- 18 januari: Jill Johnson – Top of the World
- 25 januari-1 mars: Kevin Borg – With Every Bit of Me
- 8 mars-5 april: Lars Winnerbäck & Miss Li – Om du lämnade mig nu
- 12-19 april: Måns Zelmerlöw – Hope & Glory
- 26 april-26 juli: Malena Ernman – La Voix
- 2-16 augusti: Lars Winnerbäck & Miss Li – Om du lämnade mig nu
- 23 augusti-6 september: CajsaStina Åkerström – Dagen är vaken
- 13 september-15 november: Caroline af Ugglas – Vi blundar
- 22 november-20 december: Malena Ernman – Min plats på jorden
- 27 december: Amanda Jenssen – Happyland

Digilistan
- 4 januari: Kevin Borg – With Every Bit of Me
- 11 januari-8 februari: Lady GaGa – Pokerface
- 15 februari: Kim – 3 Floors Down
- 22 februari-8 mars: Lady GaGa – Poker Face
- 15 mars: E.M.D. – Baby Goodbye
- 22 mars: Caroline af Ugglas – Snälla, snälla
- 29 mars-26 april: P-Bros feat. DJ Trexx & Olga Pratilova – Tingaliin
- 3 maj: Lady GaGa – Eh, Eh (Nothing Else I Can Say)
- 10-17 maj: Promoe – Svennebanan
- 24 maj-21 juni: Alexander Rybak – Fairytale
- 28 juni: Milow – Ayo Technology
- 5 juli-9 augusti: Cidinho & Doca – Rap Das Armas
- 16 augusti-6 september: Madonna – Celebration
- 13 september-11 oktober: Black Eyed Peas – I Gotta Feeling
- 18 oktober: Kent – Töntarna
- 25 oktober-8 november: Darin – Viva la Vida
- 15 november: Kent – 2000
- 22 november-13 december: Lady Gaga – Bad Romance
- 20-27 december: Erik Grönwall – Higher

### Övriga placeringar
Listar samtliga låtar och deras högsta placeringar på Sverigetopplistan, Tracks, Svensktoppen och Digilistan under 2009, samt eventuell guld-/platinacertifiering.
| Artist                                                               | Titel                                                                     | Sverige | Tracks | Svensktoppen | Digilistan | Certifiering |
| -------------------------------------------------------------------- | ------------------------------------------------------------------------- | ------- | ------ | ------------ | ---------- | ------------ |
| Kevin Borg                                                           | With Every Bit of Me                                                      | 01      | X      | 01           | 01         | Guld         |
| Katy Perry                                                           | Hot 'N' Cold                                                              | 02      | 13     | X            | 02         | X            |
| Sabaton                                                              | Cliffs Of Gallipoli                                                       | 03      | X      | X            | X          | Guld         |
| Lady GaGa                                                            | Poker Face                                                                | 01      | 03     | X            | 01         | 2 x Platina  |
| Beyoncé                                                              | If I Were A Boy                                                           | 05      | X      | X            | 04         | Guld         |
| Acoustic Cowboys                                                     | The Show Must Go On                                                       | 06      | X      | X            | X          | X            |
| P!nk                                                                 | So What                                                                   | 07      | X      | X            | 05         | Guld         |
| The Killers                                                          | Human                                                                     | 04      | 01     | X            | 03         | Guld         |
| Coldplay                                                             | Viva la Vida                                                              | 08      | 05     | X            | 07         | X            |
| Darin feat. Kat DeLuna                                               | Breathing Your Love                                                       | 10      | X      | X            | 10         | Guld         |
| Britney Spears                                                       | Circus                                                                    | 06      | 02     | X            | 06         | X            |
| Amy Macdonald                                                        | This Is the Life                                                          | 12      | X      | X            | 09         | Guld         |
| Britney Spears                                                       | Womanizer                                                                 | 10      | 12     | X            | 10         | Guld         |
| Larz-Kristerz                                                        | Purple Rain                                                               | 14      | X      | X            | 13         | X            |
| Katy Perry                                                           | I Kissed a Girl                                                           | 13      | X      | X            | 12         | X            |
| Nickelback                                                           | Gotta Be Somebody                                                         | 16      | X      | X            | 15         | X            |
| The Hives & Cyndi Lauper                                             | A Christmas Duel                                                          | 17      | 04     | X            | 14         | X            |
| Guru Josh Project                                                    | Infinity 2008                                                             | 09      | X      | X            | 09         | Guld         |
| Mariah Carey                                                         | All I Want for Christmas Is You                                           | 14      | X      | X            | 12         | X            |
| Agnes                                                                | On and On                                                                 | 20      | X      | X            | 17         | Guld         |
| Kanye West                                                           | Love Lockdown                                                             | 11      | 19     | X            | 11         | X            |
| Wham!                                                                | Last Christmas                                                            | 16      | X      | X            | 14         | X            |
| Lady GaGa & Colby O'Donis                                            | Just Dance                                                                | 19      | X      | X            | 19         | Guld         |
| Danny                                                                | Radio                                                                     | 21      | X      | X            | 23         | X            |
| Takida                                                               | Handlake Village                                                          | 16      | 06     | 06           | 15         | X            |
| Per Gessle                                                           | Silly Really                                                              | 24      | X      | 07           | 26         | X            |
| T.I. feat. Rihanna                                                   | Live Your Life                                                            | 27      | X      | X            | 23         | X            |
| Leona Lewis                                                          | Forgive Me                                                                | 28      | X      | X            | 27         | X            |
| P!nk                                                                 | Sober                                                                     | 29      | 20     | X            | 25         | X            |
| Takida                                                               | Curly Sue                                                                 | 22      | 17     | 06           | 22         | Guld         |
| Brandy                                                               | Right Here (Departed)                                                     | 27      | X      | X            | 26         | X            |
| Bruce Springsteen                                                    | Santa Claus is Coming to Town                                             | 32      | X      | X            | 30         | X            |
| Rihanna                                                              | Disturbia                                                                 | 33      | X      | X            | 32         | X            |
| Jordin Sparks                                                        | Tattoo                                                                    | 26      | X      | X            | 25         | X            |
| Adolphson-Falk                                                       | Mer jul                                                                   | 29      | X      | X            | 27         | X            |
| Jeff Buckley                                                         | Hallelujah                                                                | 36      | X      | X            | 33         | X            |
| Agnes                                                                | Release Me                                                                | 09      | 01     | 04           | 08         | X            |
| The Pogues feat. Kirsty MacColl                                      | Fairytale of New York                                                     | 26      | X      | X            | 24         | X            |
| Danny                                                                | Need to Know                                                              | 39      | X      | X            | 37         | X            |
| Nickelback                                                           | Rockstar                                                                  | 40      | X      | X            | 38         | X            |
| Leona Lewis                                                          | Bleeding Love                                                             | 41      | X      | X            | 39         | Guld         |
| Rihanna                                                              | Rehab                                                                     | 28      | X      | X            | 28         | X            |
| Amanda Jenssen                                                       | Another Christmas                                                         | 43      | X      | X            | 42         | X            |
| Duffy                                                                | Mercy                                                                     | 36      | X      | X            | 36         | Guld         |
| Laurent Wolf feat. Eric Carter                                       | No Stress                                                                 | 26      | X      | X            | 23         | X            |
| Jason Mraz                                                           | I'm Yours                                                                 | 46      | X      | X            | 49         | Guld         |
| Duffy                                                                | Warwick Avenue                                                            | 47      | X      | X            | 44         | X            |
| James Morrison feat. Nelly Furtado                                   | Broken Strings                                                            | 05      | 13     | X            | 04         | X            |
| Sonja Aldén                                                          | Du får inte                                                               | 39      | X      | X            | 39         | X            |
| Coldplay (feat. Jay-Z)                                               | Lost                                                                      | 50      | 18     | X            | 46         | X            |
| Markoolio                                                            | The Markoolio Anthem                                                      | 47      | X      | X            | 47         | X            |
| Bon Jovi                                                             | It's My Life                                                              | 52      | X      | X            | 48         | X            |
| Band Aid                                                             | Do They Know It's Christmas?                                              | 37      | X      | X            | 35         | X            |
| Jussi Björling                                                       | O helga natt                                                              | 54      | X      | X            | 53         | X            |
| Glasvegas                                                            | A Snowflake Fell (And It Felt Like A Kiss)                                | 55      | X      | X            | 54         | X            |
| Scotts                                                               | Om igen                                                                   | 53      | X      | 07           | 50         | X            |
| Chris Rea                                                            | Driving Home for Christmas                                                | 39      | X      | X            | 36         | X            |
| Bing Crosby                                                          | White Christmas                                                           | 46      | X      | X            | 42         | X            |
| Jordin Sparks & Chris Brown                                          | No Air                                                                    | 49      | X      | X            | 52         | Guld         |
| Timbaland & OneRepublic                                              | Apologize                                                                 | 60      | X      | X            | 60         | 2 x Platina  |
| Håkan Hellström                                                      | Jag vet inte vem jag är men jag vet att jag är din                        | 60      | 05     | X            | X          | X            |
| Timo Räisänen                                                        | About You Know                                                            | X       | 03     | X            | X          | X            |
| Glasvegas                                                            | Geraldine                                                                 | X       | 10     | X            | X          | X            |
| Sahara Hotnights                                                     | In Private                                                                | 07      | 06     | X            | 07         | X            |
| Anna Ternheim                                                        | What Have I Done                                                          | 40      | 05     | X            | 39         | X            |
| Markus Krunegård                                                     | Det är ett idogt jobb att driva ungdomen ut ur sin kropp                  | X       | 10     | X            | X          | X            |
| Frida Hyvönen                                                        | Dirty Dancing                                                             | X       | 09     | X            | X          | X            |
| Oasis                                                                | I'm Outta Time                                                            | X       | 19     | X            | X          | X            |
| Lars Winnerbäck & Miss Li                                            | Om du lämnade mig nu                                                      | 06      | X      | 01           | 08         | Guld         |
| Jill Johnson                                                         | Top of the World                                                          | X       | X      | 01           | X          | X            |
| Sanna Nielsen                                                        | Empty Room                                                                | X       | X      | 03           | X          | X            |
| Benny Anderssons Orkester med Helen Sjöholm                          | Du är min man                                                             | X       | X      | 03           | X          | X            |
| Patrik Isaksson & Helen Sjöholm                                      | Hjärtat vet mer än vi                                                     | X       | X      | 05           | X          | X            |
| Markus Fagervall                                                     | If You Don't Mean It                                                      | X       | X      | 06           | X          | X            |
| Thorleifs                                                            | Blue Blue Moon                                                            | X       | X      | 08           | X          | X            |
| Ulf Lundell                                                          | Hitza Hitz                                                                | X       | X      | 10           | X          | X            |
| Abba                                                                 | Happy New Year                                                            | 05      | X      | X            | 05         | X            |
| Tommy Körberg                                                        | O helga natt                                                              | X       | X      | X            | 57         | X            |
| Mando Diao                                                           | Dance With Somebody                                                       | 04      | 01     | X            | 03         | X            |
| Kanye West                                                           | Heartless                                                                 | 20      | X      | X            | 16         | X            |
| Ane Brun                                                             | True Colors                                                               | 27      | X      | X            | 26         | X            |
| Kings of Leon                                                        | Use Somebody                                                              | 07      | X      | X            | 07         | X            |
| Alesha Dixon                                                         | The Boy Does Nothing                                                      | 07      | X      | X            | 05         | X            |
| The Sunset Strippers                                                 | Step Right Up                                                             | 23      | X      | X            | 23         | X            |
| A Camp                                                               | Stronger Than Jesus                                                       | 08      | 06     | X            | 06         | X            |
| Ali Payami vs. Aquagen & Warp Brothers                               | Blade                                                                     | 31      | X      | X            | 30         | X            |
| Lily Allen                                                           | The Fear                                                                  | 30      | 11     | X            | 29         | X            |
| The Ting Tings                                                       | That's Not My Name                                                        | 41      | X      | X            | 41         | X            |
| September                                                            | Because I Love You                                                        | 43      | X      | X            | 45         | X            |
| Duffy                                                                | Rain on Your Parade                                                       | 56      | X      | X            | 56         | X            |
| Armin van Buuren (feat. Sharon den Adel)                             | In and Out of Love                                                        | 57      | X      | X            | 57         | X            |
| Kid Rock                                                             | All Summer Long                                                           | 58      | X      | X            | X          | X            |
| Beyoncé                                                              | Single Ladies (Put a Ring on It)                                          | 40      | X      | X            | 37         | X            |
| Madonna feat. Justin Timberlake & Timbaland                          | 4 Minutes                                                                 | 42      | X      | X            | 43         | Guld         |
| Hello Saferide                                                       | X Telling Me About the Loss of Something Dear, at Age 16                  | X       | 06     | X            | X          | X            |
| Amanda Jenssen                                                       | Greetings From Space                                                      | X       | 08     | 02           | X          | X            |
| Metallica                                                            | All Nightmare Long                                                        | 44      | 16     | X            | 37         | X            |
| Kleerup with Robyn                                                   | With Every Heartbeat                                                      | 44      | X      | X            | 43         | X            |
| Kleerup feat. Titiyo                                                 | Longing For Lullabies                                                     | 42      | X      | X            | 42         | X            |
| E.M.D.                                                               | Jennie Let Me Love You                                                    | 46      | X      | X            | 50         | Guld         |
| Eric Prydz                                                           | Pjanoo                                                                    | 54      | X      | X            | 56         | X            |
| Sanna Nielsen                                                        | Vågar du, vågar jag                                                       | 56      | X      | X            | X          | X            |
| Christian Falk feat. Robyn & Ola Salo                                | Dream On                                                                  | 57      | X      | X            | 55         | X            |
| Veronica Maggio                                                      | Måndagsbarn                                                               | 31      | X      | X            | 28         | X            |
| Linkin Park                                                          | Leave Out All the Rest                                                    | 42      | 16     | X            | 33         | X            |
| 50 Cent                                                              | Get Up                                                                    | X       | X      | X            | 59         | X            |
| Pauline                                                              | Give Me a Call                                                            | 10      | X      | 08           | 17         | X            |
| Bruce Springsteen                                                    | The Wrestler                                                              | 19      | X      | X            | 17         | X            |
| John ME                                                              | Love Is My Drug                                                           | 05      | 02     | X            | 04         | X            |
| Lorentz & M. Sakarias                                                | Mayhem                                                                    | 31      | X      | X            | 28         | X            |
| Renegade Five                                                        | Save My Soul                                                              | 21      | X      | X            | X          | X            |
| Leona Lewis                                                          | Run                                                                       | 13      | 18     | X            | 11         | X            |
| Danny                                                                | All on You                                                                | 17      | 17     | X            | 12         | X            |
| Amanda Jenssen                                                       | Do You Love Me?                                                           | 49      | X      | X            | 48         | X            |
| Kiss                                                                 | Heaven's on Fire                                                          | 50      | X      | X            | 47         | X            |
| Laleh                                                                | Simon Says                                                                | 41      | 09     | 10           | 38         | X            |
| Johnossi                                                             | Bobby                                                                     | X       | 04     | X            | X          | X            |
| Made in Sweden                                                       | Famous                                                                    | 56      | X      | X            | 52         | X            |
| Eva Cassidy                                                          | Fields of Gold                                                            | X       | X      | X            | 58         | X            |
| Kim                                                                  | 3 Floors Down                                                             | 01      | 16     | X            | 01         | X            |
| Janet                                                                | Let Go                                                                    | 03      | X      | X            | 02         | X            |
| U2                                                                   | Get on Your Boots                                                         | 08      | 19     | X            | 07         | X            |
| Darin                                                                | See U at the Club                                                         | 12      | 15     | X            | 11         | X            |
| Samtidigt Som                                                        | Vid min sida                                                              | 13      | X      | X            | X          | X            |
| Timo Räisänen                                                        | Creep                                                                     | 25      | X      | X            | 23         | X            |
| Laleh                                                                | Big City Love                                                             | 32      | X      | X            | 29         | X            |
| Kelly Clarkson                                                       | My Life Would Suck Without You                                            | 02      | 08     | X            | 02         | X            |
| Radiohead                                                            | Creep                                                                     | 35      | X      | X            | 32         | X            |
| Basic Element feat. D-Flex                                           | Touch You Right Now                                                       | 10      | X      | X            | 08         | X            |
| Fleet Foxes                                                          | Mykonos                                                                   | X       | 17     | X            | X          | X            |
| Larz-Kristerz                                                        | Carina                                                                    | 01      | X      | 03           | 33         | X            |
| Adiam Dymott                                                         | Miss You                                                                  | 09      | X      | X            | 07         | X            |
| Beyoncé                                                              | Halo                                                                      | 08      | 18     | X            | 05         | X            |
| Glasvegas                                                            | Daddy's Gone                                                              | X       | 06     | X            | X          | X            |
| MGMT                                                                 | Kids                                                                      | X       | 09     | X            | X          | X            |
| Uno Svenningsson & Sonja Aldén                                       | Du är en del av mig                                                       | X       | X      | 07           | X          | X            |
| Israel Kamakawiwo'ole                                                | Over the Rainbow/What a Wonderful World                                   | 19      | X      | X            | 14         | X            |
| Eminem, Dr. Dre & 50 Cent                                            | Crack a Bottle                                                            | 09      | X      | X            | 07         | X            |
| Gathania                                                             | Get It Out                                                                | 27      | X      | X            | 27         | X            |
| Akon feat. Colby O'Donis & Kardinal Offishall                        | Beautiful                                                                 | 28      | X      | X            | 26         | X            |
| T.I. feat. Justin Timberlake                                         | Dead and Gone                                                             | 20      | X      | X            | 16         | X            |
| Taylor Swift                                                         | Love Story                                                                | 10      | X      | X            | 09         | X            |
| Per Gessle                                                           | Sing Along                                                                | 41      | X      | X            | X          | X            |
| Tomas Ledin                                                          | Håll ut                                                                   | 42      | X      | X            | 40         | X            |
| Basshunter                                                           | I Miss You                                                                | 45      | X      | X            | 33         | X            |
| Coldplay                                                             | Death and All His Friends                                                 | 50      | X      | X            | 44         | X            |
| Vindra                                                               | Dreamer                                                                   | 51      | X      | X            | 47         | X            |
| Ciara feat. Young Jeezy                                              | Never Ever                                                                | 25      | X      | X            | 23         | X            |
| Enrique Iglesias (feat. Ciara)                                       | Takin' Back My Love                                                       | 40      | X      | X            | 35         | X            |
| Metro Station                                                        | Shake It                                                                  | 55      | X      | X            | 51         | X            |
| Morrissey                                                            | I'm Throwing My Arms Around Paris                                         | 58      | 17     | X            | 56         | X            |
| Brolle                                                               | Är det mig du gråter för                                                  | X       | X      | 06           | X          | X            |
| Rihanna feat. Ne-Yo                                                  | Hate That I Love You                                                      | X       | X      | X            | 55         | X            |
| Thåström                                                             | Kärlek är för dom                                                         | 08      | 08     | X            | 06         | X            |
| Nina Söderquist                                                      | Tick Tock                                                                 | 13      | X      | X            | 11         | X            |
| Shirley Clamp                                                        | Med hjärtat fyllt av ljus                                                 | 01      | X      | 08           | 23         | X            |
| Flo Rida feat. Ke$ha                                                 | Right Round                                                               | 02      | X      | X            | 02         | X            |
| Måns Zelmerlöw                                                       | Impossible                                                                | 48      | X      | X            | 44         | X            |
| Empire of the Sun                                                    | Walking on a Dream                                                        | 52      | X      | X            | 49         | X            |
| Coldplay                                                             | Life in Technicolor II                                                    | X       | 10     | X            | 53         | X            |
| Peter Bjorn and John                                                 | Nothing to Worry About                                                    | X       | 19     | X            | X          | X            |
| Oh Laura                                                             | Release Me                                                                | X       | X      | X            | 59         | X            |
| Kevin Borg                                                           | Street Lights                                                             | 10      | X      | X            | 18         | X            |
| Markoolio                                                            | Kärlekssång från mig                                                      | 22      | X      | X            | 31         | X            |
| Lasse Lindh                                                          | Jag ska slåss i dina kvarter                                              | 49      | 01     | X            | 43         | X            |
| Ne-Yo                                                                | Mad                                                                       | 57      | X      | X            | 53         | X            |
| Kristian Anttila                                                     | Din kärlek                                                                | X       | 06     | X            | X          | X            |
| Cookies 'N' Beans                                                    | What If                                                                   | 29      | X      | 08           | 25         | X            |
| Janet Leon                                                           | Heartache on the Dance Floor                                              | 34      | X      | X            | 32         | X            |
| E.M.D.                                                               | Baby Goodbye                                                              | 01      | 09     | 07           | 01         | Guld         |
| Depeche Mode                                                         | Wrong                                                                     | 05      | 07     | X            | 02         | X            |
| Velvet                                                               | The Queen                                                                 | 13      | 09     | X            | 09         | X            |
| The Poodles                                                          | One Out of Ten                                                            | 10      | 19     | X            | X          | X            |
| Ulf Lundell                                                          | Lilla kärleken/Hemåt igen                                                 | 20      | X      | 09           | X          | X            |
| Måns Zelmerlöw                                                       | Hope & Glory                                                              | 02      | 10     | 01           | 02         | X            |
| Jonathan Fagerlund                                                   | Welcome to My Life                                                        | 23      | X      | X            | X          | X            |
| Agnes                                                                | Love Love Love                                                            | 04      | 12     | X            | 04         | X            |
| Malena Ernman                                                        | La Voix                                                                   | 02      | 06     | 01           | 02         | X            |
| Next3                                                                | Baby (Give Me a Try)                                                      | 32      | X      | X            | X          | X            |
| Alcazar                                                              | Stay the Night                                                            | 02      | 01     | 04           | 03         | X            |
| Sarah Dawn Finer                                                     | Moving On                                                                 | 03      | X      | 02           | 06         | X            |
| Lili & Susie                                                         | Show Me Heaven                                                            | 06      | X      | 09           | 10         | X            |
| Next3                                                                | Esta Noche                                                                | 18      | X      | X            | X          | X            |
| Melody Club                                                          | Girls Don't Always Wanna Have Fun                                         | 60      | 07     | X            | 52         | X            |
| Hammerfall                                                           | Any Means Necessary                                                       | X       | 20     | X            | X          | X            |
| Erik Hassle                                                          | Hurtful                                                                   | 11      | 03     | X            | 09         | X            |
| Anna Sahlene & Maria Haukaas Storeng                                 | Killing Me Tenderly                                                       | 10      | X      | X            | 23         | X            |
| BWO                                                                  | You're Not Alone                                                          | 11      | X      | 07           | 11         | X            |
| Caroline af Ugglas                                                   | Snälla, snälla                                                            | 02      | 05     | 02           | 01         | X            |
| H.E.A.T                                                              | 1000 Miles                                                                | 03      | 08     | 05           | 05         | X            |
| Star Pilots                                                          | Higher                                                                    | 06      | 15     | X            | 07         | X            |
| Molly Sandén                                                         | Så vill stjärnorna                                                        | 11      | X      | 09           | 12         | X            |
| Amy Diamond                                                          | It's My Life                                                              | 11      | X      | X            | 13         | X            |
| Emilia                                                               | You're My World                                                           | 13      | X      | 08           | 09         | X            |
| Rigo & The Topaz Sound feat. Red Fox                                 | I Got U                                                                   | 18      | X      | X            | 16         | X            |
| Corroded                                                             | Time and Again                                                            | 24      | X      | X            | X          | X            |
| Sofia                                                                | Alla                                                                      | 24      | X      | X            | 19         | X            |
| Scotts                                                               | Jag tror på oss                                                           | 32      | X      | X            | 28         | X            |
| U2                                                                   | Magnificent                                                               | 16      | 20     | X            | 24         | X            |
| Marie Serneholt                                                      | Disconnect Me                                                             | 46      | X      | X            | 39         | X            |
| Salem                                                                | Astronaut                                                                 | 34      | 03     | X            | 29         | X            |
| Jordin Sparks                                                        | One Step at a Time                                                        | 53      | X      | X            | 43         | X            |
| Thorleifs                                                            | Sweet Kissin' in the Moonlight                                            | 55      | X      | X            | 48         | X            |
| Amy Macdonald                                                        | Mr. Rock & Roll                                                           | 59      | 20     | X            | 51         | X            |
| Lena Philipsson & Orup                                               | Fem minuter i himmelen                                                    | X       | X      | 09           | X          | X            |
| Big Ali feat. Dollarman                                              | Hit the Floor                                                             | 24      | X      | X            | 21         | X            |
| Darin                                                                | Runaway                                                                   | 11      | X      | X            | 09         | X            |
| Dead by April                                                        | Losing You                                                                | 01      | 04     | X            | 03         | X            |
| bob hund                                                             | Tinnitus i hjärtat                                                        | 45      | 18     | X            | 36         | X            |
| Erik Segerstedt                                                      | Saturday Night                                                            | 16      | X      | X            | 33         | X            |
| Busta Rhymes feat. T-Pain                                            | Hustler's Anthem '09                                                      | X       | X      | X            | 58         | X            |
| P-Bros feat. DJ Trexx & Olga Pratilova                               | Tingaliin                                                                 | 01      | 08     | 03           | 01         | X            |
| Ciara feat. Justin Timberlake                                        | Love Sex Magic                                                            | 04      | X      | X            | 03         | X            |
| Tingeling (feat. Pihlman)                                            | Tingeling                                                                 | 27      | X      | X            | 20         | X            |
| Kapten Krok feat. Polio, Krumbuktu, Xtra & Smogge / Kapten Krok Crew | Blingeling                                                                | 41      | X      | X            | 33         | X            |
| Britney Spears                                                       | If U Seek Amy                                                             | 13      | 10     | X            | 11         | X            |
| Miss Li                                                              | I Heard of a Girl                                                         | 39      | 08     | 10           | 36         | X            |
| Moto Boy                                                             | Hero                                                                      | 53      | X      | X            | 47         | X            |
| Pet Shop Boys                                                        | Love Etc.                                                                 | 60      | 08     | X            | 50         | X            |
| Anna Ternheim                                                        | No, I Don't Remember                                                      | X       | 03     | X            | 31         | X            |
| Maia Hirasawa                                                        | South Again                                                               | X       | 09     | X            | X          | X            |
| Sanna Nielsen                                                        | I Can Catch the Moon                                                      | X       | X      | 06           | X          | X            |
| Lady GaGa                                                            | Eh, Eh (Nothing Else I Can Say)                                           | 02      | 05     | X            | 01         | X            |
| Sheri                                                                | Hit and Run                                                               | 12      | X      | X            | X          | X            |
| Röyksopp                                                             | The Girl and the Robot                                                    | 25      | 01     | X            | 22         | X            |
| The Killers                                                          | Spaceman                                                                  | X       | 04     | X            | X          | X            |
| Pihlman                                                              | Singeling                                                                 | X       | X      | X            | 58         | X            |
| Maia Hirasawa                                                        | The Worrying Kind                                                         | X       | X      | X            | 60         | X            |
| Black Eyed Peas                                                      | Boom Boom Pow                                                             | 10      | X      | X            | 07         | X            |
| Milow                                                                | Ayo Technology                                                            | 01      | 12     | X            | 01         | Platina      |
| Flipsyde                                                             | When It Was Good                                                          | 07      | 20     | X            | 04         | X            |
| Johan Palm                                                           | Emma-Lee                                                                  | 01      | X      | X            | 20         | X            |
| Keri Hilson feat. Timbaland                                          | Return the Favor                                                          | 30      | X      | X            | 25         | X            |
| Lily Allen                                                           | Fuck You                                                                  | 18      | 01     | X            | 16         | X            |
| A.R. Rahman feat. The Pussycat Dolls (feat. Nicole Scherzinger)      | Jai Ho! (You Are My Destiny)                                              | 40      | X      | X            | 37         | X            |
| Peps Persson (Peps Blodsband)                                        | Oh Boy                                                                    | 43      | X      | X            | 39         | X            |
| Darin                                                                | What If                                                                   | 51      | X      | X            | 49         | X            |
| Cidinho & Doca                                                       | Rap Das Armas                                                             | 01      | 14     | X            | 01         | Guld         |
| Sahara Hotnights                                                     | Japanese Boy                                                              | 51      | 12     | X            | 47         | X            |
| DJ Drama feat. Akon, Snoop Dogg & T.I.                               | Day Dreaming                                                              | 59      | X      | X            | 53         | X            |
| Those Dancing Days                                                   | Those Dancing Days                                                        | X       | 14     | X            | X          | X            |
| Hello Saferide                                                       | Arjeplog                                                                  | X       | 18     | X            | X          | X            |
| Markus Krunegård                                                     | Jag är en vampyr                                                          | X       | X      | X            | 60         | X            |
| The Sounds                                                           | No One Sleeps When I'm Awake                                              | 26      | 04     | X            | 24         | X            |
| V Factory                                                            | Love Struck                                                               | 47      | X      | X            | 43         | X            |
| Swing-Fly                                                            | Touch and Go                                                              | 45      | X      | X            | 45         | X            |
| Sugarplum Fairy                                                      | You Can't Kill Rock'n'Roll                                                | X       | 07     | X            | 58         | X            |
| Henok Achido feat. Sophia Somajo                                     | Pusher                                                                    | X       | X      | X            | 58         | X            |
| Hardcore Superstar                                                   | Beg For It                                                                | 05      | X      | X            | 59         | Guld         |
| Eminem                                                               | We Made You                                                               | 11      | 19     | X            | 10         | X            |
| Alexander Rybak                                                      | Fairytale                                                                 | 01      | 01     | X            | 01         | Platina      |
| Green Day                                                            | Know Your Enemy                                                           | 10      | 08     | X            | 08         | X            |
| Moneybrother                                                         | Born Under a Bad Sign                                                     | 52      | 06     | X            | 50         | X            |
| Kid Cudi vs. Crookers                                                | Day 'N' Night                                                             | 31      | X      | X            | 27         | X            |
| In Flames                                                            | Delight and Angers                                                        | X       | 10     | X            | X          | X            |
| Promoe                                                               | Svennebanan                                                               | 01      | 06     | X            | 01         | Guld         |
| 5th Sonic Brigade                                                    | The Whooo Song                                                            | 43      | X      | X            | 37         | X            |
| Fibes! Oh Fibes!                                                     | Love Child                                                                | 56      | 13     | X            | 51         | X            |
| David Guetta feat. Kelly Rowland                                     | When Love Takes Over                                                      | 02      | 14     | X            | 02         | X            |
| Style                                                                | Vill ha dej, igen                                                         | 02      | X      | X            | 05         | X            |
| Kim                                                                  | Here Comes the Night                                                      | 30      | X      | 08           | 28         | X            |
| Soulja Boy Tell 'Em feat. Sammie                                     | Kiss Me Thru the Phone                                                    | 32      | X      | X            | 28         | X            |
| Soraya                                                               | La Noche Es Para Mí                                                       | 25      | X      | X            | X          | X            |
| Sunrise Ave                                                          | The Whole Story                                                           | 17      | X      | X            | 45         | X            |
| Flo Rida feat. Wynter                                                | Sugar                                                                     | 31      | X      | X            | 29         | X            |
| Waldo's People                                                       | Lose Control                                                              | 11      | 16     | X            | 10         | X            |
| P!nk                                                                 | Please Don't Leave Me                                                     | 16      | 10     | X            | 14         | X            |
| Katy Perry                                                           | Thinking of You                                                           | 29      | X      | X            | 26         | X            |
| Ashley Tisdale                                                       | It's Alright, It's OK                                                     | 38      | X      | X            | 33         | X            |
| Veronica Maggio                                                      | 17 år                                                                     | 19      | X      | X            | 16         | X            |
| Sean Kingston                                                        | Fire Burning                                                              | 12      | X      | X            | 25         | X            |
| Aysel & Arash                                                        | Always                                                                    | 03      | 11     | 06           | 03         | X            |
| Ronan Keating                                                        | Time After Time                                                           | 46      | X      | X            | 42         | X            |
| Melody Club                                                          | The Only Ones                                                             | 48      | X      | 08           | 44         | X            |
| Winding Stairs                                                       | Don't Stay Up Too Late                                                    | 41      | X      | X            | 38         | X            |
| Mando Diao                                                           | Gloria                                                                    | 12      | 04     | X            | 09         | X            |
| Jamie Foxx feat. T-Pain                                              | Blame It                                                                  | X       | X      | X            | 57         | X            |
| Yohanna                                                              | Is It True?                                                               | 02      | 06     | X            | 02         | Guld         |
| Hadise                                                               | Düm Tek Tek                                                               | 12      | X      | X            | 07         | X            |
| Tomas Ledin                                                          | 500 dagar om året                                                         | 16      | X      | 04           | 16         | X            |
| Urban Symphony                                                       | Rändajad                                                                  | 14      | X      | X            | 10         | X            |
| Regina                                                               | Bistra voda                                                               | 25      | X      | X            | 24         | X            |
| Mama Kin                                                             | Superman                                                                  | 26      | X      | X            | X          | X            |
| Inga & Anush                                                         | Jan Jan                                                                   | 29      | X      | X            | 25         | X            |
| Sakis Rouvas                                                         | This Is Our Night                                                         | 30      | X      | X            | 28         | X            |
| Jade Ewen                                                            | It's My Time                                                              | 34      | X      | X            | 30         | X            |
| Alex Swings Oscar Sings!                                             | Miss Kiss Kiss Bang                                                       | 35      | X      | X            | 28         | X            |
| Brinck                                                               | Believe Again                                                             | 44      | X      | X            | 40         | X            |
| Svetlana Loboda                                                      | Be My Valentine (Anti-Crisis Girl)                                        | 46      | X      | X            | 42         | X            |
| David Urwitz & Anna Maria Espinosa                                   | Det är kanske så                                                          | 53      | X      | X            | X          | X            |
| The Rivals                                                           | 2nd Best To None                                                          | 54      | X      | X            | X          | X            |
| Lovebugs                                                             | The Highest Heights                                                       | 57      | X      | X            | 52         | X            |
| Anders Fernette                                                      | Hungry Eyes                                                               | 05      | X      | X            | 07         | X            |
| Lillasyster                                                          | Andreas                                                                   | 16      | X      | X            | X          | X            |
| Linkin Park                                                          | New Divide                                                                | 13      | 18     | X            | 11         | X            |
| Miley Cyrus                                                          | The Climb                                                                 | 40      | X      | X            | 36         | X            |
| Anastasiya Prikhodko                                                 | Mamo                                                                      | X       | X      | X            | 58         | X            |
| Keri Hilson feat. Kanye West & Ne-Yo                                 | Knock You Down                                                            | 11      | 09     | X            | 07         | X            |
| The Poodles                                                          | I Rule the Night                                                          | X       | 20     | X            | X          | X            |
| Per Gessle                                                           | The Party Pleaser                                                         | X       | X      | 09           | X          | X            |
| Elin Ruth Sigvardsson feat. Lars Eriksson                            | Love                                                                      | 05      | X      | X            | 09         | X            |
| Mange Schmidt                                                        | Vet att du förstår                                                        | 13      | X      | X            | 44         | X            |
| Alice                                                                | Lady Luck                                                                 | 12      | X      | X            | 18         | X            |
| E.M.D.                                                               | Youngblood                                                                | 22      | X      | X            | 19         | X            |
| Måns Zelmerlöw                                                       | Hold On                                                                   | 22      | X      | X            | 20         | X            |
| Kate Ryan                                                            | Babacar                                                                   | 27      | X      | X            | 22         | X            |
| BWO                                                                  | Right Here Right Now                                                      | 28      | 08     | X            | 33         | X            |
| Beyoncé                                                              | Ego                                                                       | 29      | X      | X            | 24         | X            |
| Kelly Clarkson                                                       | I Do Not Hook Up                                                          | 30      | X      | X            | 25         | X            |
| Katy Perry                                                           | Waking Up in Vegas                                                        | 32      | X      | X            | 27         | X            |
| Daughtry                                                             | No Surprise                                                               | 35      | X      | X            | 29         | X            |
| Sean Paul                                                            | So Fine                                                                   | 36      | X      | X            | 30         | X            |
| Bad Influence                                                        | Forever Young                                                             | 17      | X      | X            | 15         | X            |
| Kanye West & Young Jeezy                                             | Amazing                                                                   | 42      | X      | X            | 36         | X            |
| Marilyn Manson                                                       | Arma-Goddamn-Motherfuckin-Geddon                                          | 48      | X      | X            | 43         | X            |
| Europe                                                               | Last Look At Eden                                                         | 50      | X      | X            | X          | X            |
| Jonas Brothers                                                       | Paranoid                                                                  | 53      | X      | X            | 46         | X            |
| Kristinia DeBarge                                                    | Goodbye                                                                   | 26      | X      | X            | 23         | X            |
| Axwell, Ingrosso, Angello & Laidback Luke (feat. Deborah Cox)        | Leave the World Behind                                                    | 39      | X      | X            | 34         | X            |
| Dundertåget                                                          | Delad vårdnad (ska du ha spö)                                             | 49      | X      | X            | X          | X            |
| Salem                                                                | Roxy                                                                      | X       | 09     | 10           | X          | X            |
| Thåström                                                             | Långt bort                                                                | X       | 11     | X            | X          | X            |
| Regina Spektor                                                       | Laughing With                                                             | X       | 04     | X            | X          | X            |
| A Camp                                                               | My America                                                                | X       | 19     | X            | X          | X            |
| Volbeat                                                              | We                                                                        | X       | 20     | X            | X          | X            |
| Lorentz & M. Sakarias                                                | Baby!                                                                     | X       | X      | X            | 55         | X            |
| Röyksopp                                                             | Happy Up Here                                                             | X       | X      | X            | 57         | X            |
| Jordin Sparks                                                        | Battlefield                                                               | 39      | 20     | X            | 36         | X            |
| Maverick                                                             | Pretending                                                                | 10      | X      | X            | X          | X            |
| Benny Anderssons Orkester & Helen Sjöholm                            | Sommaren du fick                                                          | 17      | X      | 04           | X          | X            |
| Space Cowboy feat. Chelsea                                           | Falling Down                                                              | 27      | X      | X            | 25         | X            |
| Niclas Wahlgren                                                      | Extas                                                                     | 18      | X      | X            | X          | X            |
| Värmlandspojkarna                                                    | Ut med båten                                                              | 21      | X      | X            | 19         | X            |
| Kings of Leon                                                        | Sex on Fire                                                               | 16      | X      | X            | 14         | X            |
| Smash Into Pieces                                                    | Fading                                                                    | 33      | X      | X            | X          | X            |
| Depeche Mode                                                         | Peace                                                                     | 59      | X      | X            | X          | X            |
| Ola Svensson                                                         | Sky's the Limit                                                           | 01      | X      | X            | 07         | X            |
| Michael Jackson                                                      | Billie Jean                                                               | 03      | X      | X            | 02         | X            |
| Michael Jackson                                                      | Thriller                                                                  | 10      | X      | X            | 07         | X            |
| Michael Jackson                                                      | Smooth Criminal                                                           | 12      | X      | X            | 10         | X            |
| Michael Jackson                                                      | Black or White                                                            | 11      | X      | X            | 08         | X            |
| Michael Jackson (with Fergie)                                        | Beat It/Beat It 2008                                                      | 08      | X      | X            | 18         | X            |
| Takida                                                               | As You Die                                                                | 20      | 09     | X            | 17         | X            |
| Michael Jackson                                                      | Bad                                                                       | 25      | X      | X            | 23         | X            |
| Michael Jackson                                                      | The Way You Make Me Feel                                                  | 24      | X      | X            | 22         | X            |
| Michael Jackson                                                      | Man in the Mirror                                                         | 19      | X      | X            | 16         | X            |
| Pitbull                                                              | I Know You Want Me (Calle Ocho)                                           | 03      | 16     | X            | 02         | X            |
| Plan Three                                                           | Still Broken                                                              | 36      | X      | X            | X          | X            |
| Michael Jackson                                                      | They Don't Care About Us                                                  | 07      | X      | X            | 04         | X            |
| Michael Jackson                                                      | Dirty Diana                                                               | 29      | X      | X            | 27         | X            |
| Michael Jackson                                                      | Heal the World                                                            | 18      | X      | X            | 15         | X            |
| Michael Jackson                                                      | Don't Stop 'til You Get Enough                                            | 50      | X      | X            | 46         | X            |
| Michael Jackson                                                      | You Are Not Alone                                                         | 37      | X      | X            | 34         | X            |
| Michael Jackson                                                      | Earth Song                                                                | 44      | X      | X            | 40         | X            |
| Aqua                                                                 | Back to the 80's                                                          | 25      | 12     | X            | 21         | X            |
| Lady GaGa                                                            | Lovegame                                                                  | 12      | 03     | X            | 09         | X            |
| Green Day                                                            | 21 Guns                                                                   | 08      | 01     | X            | 06         | X            |
| The Jackson 5                                                        | I Want You Back                                                           | 47      | X      | X            | 46         | X            |
| Kick                                                                 | Ge mig lite mer                                                           | 43      | X      | X            | 39         | X            |
| Michael Jackson                                                      | Will You Be There                                                         | 22      | X      | X            | 19         | X            |
| The Refreshments                                                     | Keep Movin' On                                                            | X       | X      | 06           | X          | X            |
| Empire of the Sun                                                    | We Are the People                                                         | 40      | X      | X            | 37         | X            |
| Eminem                                                               | Beautiful                                                                 | 47      | X      | X            | 42         | X            |
| Robert Wells                                                         | Handful of Keys                                                           | 01      | X      | X            | X          | Guld         |
| Michael Jackson                                                      | Human Nature                                                              | 38      | X      | X            | 35         | X            |
| Ciara (feat. Missy Elliott)                                          | Work                                                                      | 46      | X      | X            | 40         | X            |
| Cascada                                                              | Evacuate the Dancefloor                                                   | 13      | 19     | X            | 11         | X            |
| Peter Gustafson feat. Ankie Bagger                                   | Du kan inte lura mig                                                      | 04      | X      | X            | X          | X            |
| Kings of Leon                                                        | Notion                                                                    | 57      | X      | X            | 53         | X            |
| Teddybears                                                           | Get Mama a House                                                          | 23      | 07     | X            | 21         | X            |
| CajsaStina Åkerström                                                 | Dagen är vaken                                                            | X       | X      | 01           | X          | X            |
| Alcazar                                                              | Burning                                                                   | X       | 13     | X            | 60         | X            |
| Magnus Carlsson                                                      | This is Disco                                                             | 03      | X      | X            | X          | X            |
| H.E.A.T                                                              | Keep On Dreaming                                                          | 29      | X      | X            | X          | X            |
| Shakira                                                              | She Wolf                                                                  | 17      | 18     | X            | 16         | X            |
| David Guetta feat. Akon                                              | Sexy Bitch                                                                | 02      | 16     | X            | 02         | X            |
| Madonna                                                              | Celebration                                                               | 01      | 01     | X            | 01         | X            |
| Gasolin' & Kim Larsen                                                | This is My Life                                                           | 29      | X      | X            | 26         | X            |
| U2                                                                   | With or Without You                                                       | 59      | X      | X            | 56         | X            |
| Miss Li                                                              | Dancing the Whole Way Home                                                | X       | 04     | X            | 58         | X            |
| Ison & Fille                                                         | Jag skrattar idag                                                         | X       | X      | X            | 59         | X            |
| Muse                                                                 | Uprising                                                                  | 13      | 01     | X            | 10         | X            |
| Don Henley                                                           | The Boys of Summer                                                        | 35      | X      | X            | 30         | X            |
| Madonna                                                              | Like a Prayer                                                             | 36      | X      | X            | 32         | X            |
| John Mayer                                                           | Free Fallin' (Live)                                                       | 37      | X      | X            | 34         | X            |
| Lily Allen                                                           | Not Fair                                                                  | 26      | 02     | X            | 23         | X            |
| Britney Spears                                                       | Out From Under                                                            | 32      | X      | X            | 28         | X            |
| Kelly Clarkson                                                       | Already Gone                                                              | 35      | X      | X            | 31         | X            |
| Lady Gaga                                                            | Paparazzi                                                                 | 37      | X      | X            | 31         | X            |
| Madonna                                                              | Give It 2 Me                                                              | 39      | X      | X            | 40         | X            |
| Madonna                                                              | Vogue                                                                     | 49      | X      | X            | 45         | X            |
| Madonna                                                              | La Isla Bonita                                                            | 50      | X      | X            | 46         | X            |
| Black Eyed Peas                                                      | I Gotta Feeling                                                           | 01      | 17     | X            | 01         | X            |
| Velvet                                                               | Come Into the Night                                                       | 44      | X      | X            | 41         | X            |
| Madonna                                                              | Hung Up                                                                   | 53      | X      | X            | 50         | 3 x Platina  |
| Lasse Stefanz                                                        | Här hör jag hemma                                                         | X       | X      | 07           | X          | X            |
| Coldplay                                                             | Fix You                                                                   | 26      | X      | X            | 22         | X            |
| Sarah Dawn Finer                                                     | Standing Strong                                                           | 36      | X      | X            | 33         | X            |
| Markus Krunegård                                                     | Hela livet var ett disco                                                  | 38      | 02     | X            | 35         | X            |
| P!nk                                                                 | Funhouse                                                                  | 55      | X      | X            | 52         | X            |
| Pixie Lott                                                           | Mama Do (Uh Oh, Uh Oh)                                                    | 27      | X      | X            | 25         | X            |
| Darin                                                                | Seasons Fly                                                               | 57      | X      | X            | 55         | X            |
| Pitbull                                                              | Hotel Room Service                                                        | 14      | X      | X            | 09         | X            |
| La Roux                                                              | Bulletproof                                                               | 47      | 07     | X            | 45         | X            |
| Moneybrother                                                         | We Die Only Once (and For Such a Long Time)                               | X       | 10     | X            | X          | X            |
| Scotts                                                               | Underbar                                                                  | X       | X      | 10           | X          | X            |
| Lars Winnerbäck                                                      | Jag får liksom ingen ordning                                              | 01      | 01     | 06           | 04         | X            |
| Backstreet Boys                                                      | Straight Through My Heart                                                 | 10      | 15     | X            | 09         | X            |
| Jay-Z feat. Rihanna & Kanye West                                     | Run This Town                                                             | 08      | X      | X            | 07         | X            |
| Erik Hassle                                                          | Don't Bring Flowers After I'm Dead                                        | 25      | 06     | X            | 22         | X            |
| Beyoncé                                                              | Sweet Dreams                                                              | 17      | 11     | X            | 14         | X            |
| Mika                                                                 | We Are Golden                                                             | 30      | 11     | X            | 25         | X            |
| Ingenting                                                            | Halleluja!                                                                | X       | 09     | X            | X          | X            |
| Arctic Monkeys                                                       | Crying Lightning                                                          | X       | 17     | X            | X          | X            |
| Marit Bergman                                                        | Casey, Hold On                                                            | X       | 15     | X            | X          | X            |
| Alexander Rybak                                                      | Funny Little World                                                        | 04      | X      | X            | X          | X            |
| Whitney Houston                                                      | Million Dollar Bill                                                       | 22      | 20     | X            | 19         | X            |
| Martin Stenmarck                                                     | 1000 nålar                                                                | 01      | X      | 05           | 14         | X            |
| Jay Sean feat. Lil' Wayne                                            | Down                                                                      | 23      | X      | X            | 23         | X            |
| Caroline af Ugglas                                                   | Vi blundar                                                                | X       | X      | 01           | X          | X            |
| Takida                                                               | The Things We Owe                                                         | 03      | 01     | 07           | 02         | X            |
| Nanne                                                                | Otacksamhet                                                               | 02      | X      | X            | X          | X            |
| Basshunter                                                           | Every Morning                                                             | 13      | X      | X            | 11         | X            |
| Fibes! Oh Fibes! duet with Kim Wilde                                 | Run to You                                                                | 24      | 03     | X            | 22         | X            |
| Whitney Houston                                                      | I Look To You                                                             | 33      | X      | X            | 31         | X            |
| Gathania                                                             | Blame It On You                                                           | 39      | X      | X            | 36         | X            |
| Dead by April                                                        | What Can I Say                                                            | 38      | 05     | X            | 36         | X            |
| Andreas Johnson                                                      | Escape                                                                    | 11      | X      | X            | 40         | X            |
| Atomic Swing                                                         | Dream On                                                                  | 58      | X      | X            | 56         | X            |
| Ken Ring                                                             | Nu måste vi dra                                                           | 40      | X      | X            | 37         | X            |
| A Camp                                                               | Love Has Left the Room                                                    | X       | 15     | X            | X          | X            |
| Jessica Andersson                                                    | Wake Up                                                                   | X       | X      | 02           | X          | X            |
| R. Kelly feat. Keri Hilson                                           | Number One                                                                | 58      | X      | X            | 54         | X            |
| Mustasch                                                             | Mine                                                                      | 09      | 19     | X            | X          | X            |
| Asha Ali                                                             | The Time Is Now                                                           | 11      | X      | X            | 08         | X            |
| Marc Cohn                                                            | Walking in Memphis                                                        | 36      | X      | X            | 33         | X            |
| Bon Jovi                                                             | We Weren't Born To Follow                                                 | 30      | 18     | X            | 25         | X            |
| U2                                                                   | I'll Go Crazy If I Don't Go Crazy Tonight                                 | 47      | 15     | X            | 44         | X            |
| Eva Simons                                                           | Silly Boy                                                                 | 51      | X      | X            | 47         | X            |
| Jace Everett                                                         | Bad Things (As Heard On HBO True Blood)                                   | 30      | X      | X            | 28         | X            |
| Hardcore Superstar                                                   | Into Debauchery                                                           | X       | 11     | X            | X          | X            |
| Malena Ernman                                                        | Min plats på jorden                                                       | X       | X      | 01           | X          | X            |
| Livvi Franc feat. Pitbull                                            | Now I'm That Bitch                                                        | X       | X      | X            | 57         | X            |
| Europe                                                               | New Love in Town                                                          | 15      | 06     | 05           | 11         | X            |
| Paramore                                                             | Ignorance                                                                 | X       | 19     | X            | 60         | X            |
| Niclas Wahlgren                                                      | Du och jag nu                                                             | 16      | X      | X            | 13         | X            |
| Jay-Z feat. Alicia Keys                                              | Empire State of Mind                                                      | 10      | 13     | X            | 09         | X            |
| Patrick Swayze (& Wendy Fraser)                                      | She's Like the Wind                                                       | 41      | X      | X            | 38         | X            |
| Bill Medley & Jennifer Warnes                                        | (I've Had) The Time of My Life                                            | 50      | X      | X            | 46         | X            |
| Promoe (med Andreas Grega, Supreme & Timbuktu)                       | Mammas gata                                                               | 58      | 19     | X            | 55         | X            |
| Melody Gardot                                                        | Baby I'm a Fool                                                           | 05      | 19     | X            | 05         | X            |
| Nordman                                                              | Om gud var jag                                                            | 06      | X      | X            | 56         | X            |
| Rammstein                                                            | Pussy                                                                     | 22      | X      | X            | 27         | X            |
| Pandora ft. Bloom 06                                                 | Kitchy Kitchy                                                             | 07      | X      | X            | 37         | X            |
| Leona Lewis                                                          | Happy                                                                     | 11      | 17     | X            | 08         | X            |
| Robin                                                                | Another Lover's Gone                                                      | 08      | X      | X            | X          | X            |
| Madonna                                                              | It's So Cool                                                              | 30      | X      | X            | 23         | X            |
| Tokio Hotel                                                          | Automatic                                                                 | 36      | X      | X            | X          | X            |
| Anders Fernette                                                      | Tell Me Why (So Incredible)                                               | 16      | X      | X            | X          | X            |
| Linda Sundblad                                                       | 2 All My Girls                                                            | 50      | X      | X            | 42         | X            |
| Mariah Carey                                                         | I Want To Know What Love Is                                               | 20      | X      | X            | 16         | X            |
| Rammstein                                                            | Rammlied                                                                  | 57      | X      | X            | 50         | X            |
| Anna Ternheim                                                        | Make It On My Own                                                         | 56      | 03     | X            | 51         | X            |
| Amanda Jenssen                                                       | Happyland                                                                 | 03      | 05     | 01           | 03         | X            |
| Britney Spears                                                       | 3                                                                         | 02      | 09     | X            | 02         | X            |
| P!nk feat. Indigo Girls                                              | Dear Mr. President                                                        | 18      | X      | X            | 13         | X            |
| Foo Fighters                                                         | Wheels                                                                    | 24      | 16     | X            | 19         | X            |
| The Killers                                                          | All These Things That I've Done                                           | 35      | X      | X            | 27         | X            |
| Queen                                                                | Don't Stop Me Now                                                         | 37      | X      | X            | 31         | X            |
| Sugababes                                                            | Get Sexy                                                                  | 42      | X      | X            | 35         | X            |
| Kiss                                                                 | Modern Day Delilah                                                        | 42      | X      | X            | 34         | X            |
| Klaas meets Haddaway                                                 | What is Love 2K9                                                          | 49      | X      | X            | 43         | X            |
| Maskinen (feat. Marina Gasolina)                                     | Dansa med vapen                                                           | 49      | X      | X            | 42         | X            |
| Taylor Swift                                                         | You Belong With Me                                                        | 47      | X      | X            | 40         | X            |
| Peter Jöback with Kate Pierson                                       | Sing                                                                      | X       | 10     | X            | X          | X            |
| Empire of the Sun                                                    | Standing on the Shore                                                     | X       | 20     | X            | X          | X            |
| State of Drama                                                       | Maybe                                                                     | X       | X      | 10           | X          | X            |
| Mange Schmidt                                                        | Ledig                                                                     | 48      | X      | X            | 29         | X            |
| Brandi Carlile                                                       | The Story                                                                 | X       | X      | X            | 59         | X            |
| Alicia Keys                                                          | Doesn't Mean Anything                                                     | X       | X      | X            | 60         | X            |
| Kent                                                                 | Töntarna                                                                  | 01      | 01     | X            | 01         | Guld         |
| Amy Diamond                                                          | Up                                                                        | 04      | 19     | X            | X          | X            |
| Darin                                                                | Viva la Vida                                                              | 01      | 03     | X            | 01         | X            |
| De Lyckliga Kompisarna                                               | Hugos sång EP                                                             | 09      | X      | X            | X          | X            |
| Melissa Horn                                                         | Låt du henne komma närmre/Lät du henne komma närmre                       | 20      | X      | X            | 17         | X            |
| Jordin Sparks                                                        | S.O.S. (Let the Music Play)                                               | 07      | 14     | X            | 07         | X            |
| David Guetta with Sebastian Ingrosso/Dirty South/Julie McKnight      | How Soon is Now                                                           | 52      | X      | X            | 45         | X            |
| The You Know Who                                                     | Puttin' on the Ritz                                                       | 60      | X      | X            | 53         | X            |
| Mini Viva                                                            | Left My Heart in Tokyo                                                    | X       | X      | X            | 55         | X            |
| Robbie Williams                                                      | Bodies                                                                    | 04      | 08     | X            | 04         | X            |
| Ke$ha                                                                | TiK ToK                                                                   | 04      | 18     | X            | 04         | X            |
| Rabih Jaber                                                          | You Are Not Alone (Live)                                                  | 44      | X      | X            | 39         | X            |
| Melissa Horn                                                         | Jag kan inte skilja på                                                    | 52      | X      | X            | 47         | X            |
| Jason Derulo                                                         | Whatcha Say                                                               | 04      | X      | X            | 04         | X            |
| Larz-Kristerz                                                        | Monte Carlo                                                               | X       | X      | 06           | X          | X            |
| Trashmen                                                             | Surfin' Bird                                                              | X       | X      | X            | 58         | X            |
| Lillasyster                                                          | Jag är här nu                                                             | 12      | X      | X            | X          | X            |
| Lisa Nilsson & Bjørn Eidsvåg                                         | Mysteriet deg                                                             | 28      | X      | X            | 21         | X            |
| Bo Kaspers Orkester                                                  | Vi kommer aldrig att dö                                                   | 45      | X      | X            | 38         | X            |
| Miss Li                                                              | Stupid Girl                                                               | X       | 10     | X            | X          | X            |
| Donkeyboy                                                            | Ambitions                                                                 | 56      | X      | X            | 50         | X            |
| Lady Gaga                                                            | Bad Romance                                                               | 01      | 01     | X            | 01         | X            |
| Timbaland feat. Nelly Furtado & SoShy                                | Morning After Dark                                                        | 06      | 19     | X            | 06         | X            |
| Miley Cyrus                                                          | Party in the U.S.A.                                                       | 22      | X      | X            | 20         | X            |
| P!nk                                                                 | I Don't Believe You                                                       | 11      | 05     | X            | 08         | X            |
| Mando Diao                                                           | The Quarry                                                                | X       | 07     | X            | X          | X            |
| Laleh                                                                | Bjurö klubb                                                               | X       | 04     | X            | X          | X            |
| Christer Sjögren                                                     | Ge oss år tillbaka                                                        | X       | X      | 02           | X          | X            |
| Kent                                                                 | 2000                                                                      | 01      | X      | X            | 01         | X            |
| Rihanna                                                              | Russian Roulette                                                          | 05      | 09     | X            | 05         | X            |
| Erik Grönwall                                                        | The Show Must Go On (Live)                                                | 09      | X      | X            | 08         | X            |
| Fatal Smile                                                          | Run for Your Life                                                         | 16      | X      | X            | X          | X            |
| Queen                                                                | The Show Must Go On                                                       | 32      | X      | X            | 24         | X            |
| Tove Östman Styrke                                                   | In the Ghetto (Live)                                                      | 35      | X      | X            | 28         | X            |
| Mariette Hansson                                                     | Because the Night (Live)                                                  | 41      | X      | X            | 32         | X            |
| Michael Bublé                                                        | Haven't Met You Yet                                                       | 39      | X      | X            | 35         | X            |
| Daniel Bedingfield                                                   | If You're Not the One                                                     | 48      | X      | X            | 40         | X            |
| Elvis Presley                                                        | In the Ghetto                                                             | 55      | X      | X            | 47         | X            |
| Martin Sköld                                                         | Tuna 350                                                                  | 56      | X      | X            | 48         | X            |
| Patti Smith                                                          | Because the Night                                                         | 57      | X      | X            | 50         | X            |
| Röyksopp                                                             | This Must Be It                                                           | X       | 11     | X            | X          | X            |
| Chicago                                                              | You're the Inspiration                                                    | X       | X      | X            | 54         | X            |
| Black Eyed Peas                                                      | Meet Me Halfway                                                           | 15      | 12     | X            | 14         | X            |
| Canned Heat                                                          | Going Up the Country                                                      | X       | X      | X            | 58         | X            |
| Rabih Jaber                                                          | All My Life (Live)                                                        | X       | X      | X            | 60         | X            |
| The Murder of My Sweet                                               | Bleed Me Dry                                                              | 14      | X      | X            | X          | X            |
| JazzAttacks                                                          | Bootleg                                                                   | 12      | X      | X            | 12         | X            |
| Tove Östman Styrke                                                   | I Wish I Was a Punk Rocker (Live)                                         | 29      | X      | X            | 25         | X            |
| Mariette & Calle                                                     | Someone New                                                               | 35      | X      | X            | 30         | X            |
| Rise Against                                                         | Hero of War/Hero of the War                                               | 17      | X      | X            | 15         | X            |
| Itchy Daze                                                           | Monster                                                                   | 59      | X      | X            | 56         | X            |
| 30 Seconds to Mars                                                   | Kings and Queens                                                          | X       | 10     | X            | X          | X            |
| Owl City                                                             | Fireflies                                                                 | 39      | 17     | X            | 36         | X            |
| Hoffmaestro & Chraa                                                  | Ibracadabra                                                               | 13      | X      | X            | 11         | X            |
| Erik Grönwall                                                        | Always                                                                    | 16      | X      | X            | 14         | X            |
| Norah Jones                                                          | Chasing Pirates                                                           | 26      | X      | X            | 25         | X            |
| Tove Östman Styrke                                                   | Himlen är oskyldigt blå                                                   | 29      | X      | X            | 27         | X            |
| Calle Kristiansson                                                   | To Be with You                                                            | 35      | X      | X            | 32         | X            |
| Calle Kristiansson                                                   | Your Song                                                                 | 46      | X      | X            | 43         | X            |
| Medina                                                               | You & I                                                                   | 48      | X      | X            | 45         | X            |
| Toby Keith                                                           | American Ride                                                             | 60      | X      | X            | 57         | X            |
| Green Day                                                            | 21st Century Breakdown                                                    | X       | 09     | X            | X          | X            |
| Melody Club & Anna Järvinen                                          | I Don't Believe in Angels                                                 | 33      | 08     | X            | X          | X            |
| Alicia Keys                                                          | Try Sleeping with a Broken Heart                                          | 19      | X      | X            | 17         | X            |
| Mariette Hansson                                                     | Ängeln i rummet (Live)                                                    | X       | X      | X            | 59         | X            |
| Bon Jovi                                                             | Always                                                                    | X       | X      | X            | 60         | X            |
| Sheri                                                                | U Got Me Good                                                             | 02      | X      | X            | 02         | X            |
| Agnes                                                                | I Need You Now                                                            | 08      | 06     | X            | 08         | X            |
| Petter, Ison & Fille och Mogge                                       | För alla dom                                                              | 21      | X      | X            | 21         | X            |
| Lady Gaga & Beyoncé                                                  | Telephone                                                                 | 33      | X      | X            | 31         | X            |
| Jennifer Brown                                                       | Bloom in November                                                         | 39      | X      | X            | X          | X            |
| Hästpojken                                                           | Gitarrer & bas, trummor & hat                                             | 47      | 09     | X            | 45         | X            |
| Erik Grönwall                                                        | Shout It Out Loud (Live)                                                  | 49      | X      | X            | 47         | X            |
| Erik Grönwall                                                        | Hey Jude (Live)                                                           | 51      | X      | X            | 49         | X            |
| Rihanna                                                              | Te amo                                                                    | 52      | X      | X            | 50         | X            |
| Thåström                                                             | Kort biografi med litet testamente                                        | 53      | X      | X            | 51         | X            |
| Taio Cruz                                                            | Break Your Heart                                                          | 12      | X      | X            | 11         | X            |
| Tove Östman Styrke                                                   | Pride (In the Name of Love) (Live)                                        | 56      | X      | X            | 55         | X            |
| Zekes                                                                | I ett fönster                                                             | 58      | X      | 09           | X          | X            |
| Lykke Li                                                             | Possibilites                                                              | 59      | X      | X            | 57         | X            |
| Mika                                                                 | Rain                                                                      | X       | 12     | X            | X          | X            |
| Nisse Hellberg                                                       | Alltid hem hem hem                                                        | X       | X      | 09           | X          | X            |
| Erik Grönwall                                                        | Run to the Hills (Live)                                                   | 02      | X      | X            | 02         | X            |
| Calle Kristiansson                                                   | Walking in Memphis (Live)                                                 | 05      | X      | X            | 05         | X            |
| Stage4you-Kören, 90's Avenue & Sofia Loell                           | Christmas on Stage                                                        | 06      | X      | X            | X          | X            |
| Artmade                                                              | Mary J                                                                    | 17      | X      | X            | 15         | X            |
| Westlife                                                             | What About Now                                                            | 13      | X      | X            | 12         | X            |
| Erik Grönwall                                                        | Heaven                                                                    | 38      | X      | X            | 35         | X            |
| Nickelback                                                           | If Today Was Your Last Day                                                | 40      | X      | X            | 37         | X            |
| E.M.D.                                                               | Välkommen hem                                                             | 15      | X      | 03           | 13         | X            |
| Tove Östman Styrke                                                   | The Greatest Love of All                                                  | 49      | X      | X            | 47         | X            |
| Shakira                                                              | Did It Again                                                              | 36      | X      | X            | 33         | X            |
| Iron Maiden                                                          | Invaders                                                                  | 51      | X      | X            | 49         | X            |
| Journey                                                              | Don't Stop Believin'                                                      | 51      | X      | X            | 46         | X            |
| Regina Spektor                                                       | Eet                                                                       | X       | 05     | X            | X          | X            |
| Lotta Engberg                                                        | Äntligen december                                                         | X       | X      | 09           | X          | X            |
| Tove Östman Styrke                                                   | Can't Get You Out of My Head (Live)                                       | X       | X      | X            | 60         | X            |
| Erik Grönwall                                                        | Higher                                                                    | 01      | X      | X            | 01         | X            |
| Erik Grönwall                                                        | 18 and Life                                                               | 17      | X      | X            | 15         | X            |
| Idol Allstars 2009                                                   | I Wish Everyday Could Be Like Christmas                                   | 45      | X      | X            | 42         | X            |
| Robbie Williams                                                      | You Know Me                                                               | 35      | X      | X            | 33         | X            |
| Andreas Grega                                                        | Ta vad du vill                                                            | 50      | X      | X            | X          | X            |
| Tove Östman Styrke/Tove Styrke                                       | Hot N' Cold                                                               | 58      | X      | X            | 57         | X            |
| Paloma Faith                                                         | New York                                                                  | 44      | X      | X            | 40         | X            |
| Pet Shop Boys                                                        | Viva la Vida/Domino Dancing                                               | 32      | X      | X            | 30         | X            |
| Bryan Adams                                                          | Christmas Time                                                            | 50      | X      | X            | 45         | X            |
| John & Yoko & the Plastic Ono Band                                   | Happy Xmas (War Is Over)                                                  | 56      | X      | X            | 48         | X            |
| Måns Zelmerlöw & Agnes Carlsson                                      | All I Want for Christmas Is You                                           | 53      | X      | X            | 49         | Guld         |
| Triad                                                                | Tänd ett ljus                                                             | 58      | X      | X            | 52         | X            |
| Alicia Keys                                                          | Empire State of Mind (Part II)/Empire State of Mind (Part II) Broken Down | 59      | X      | X            | 53         | X            |
| Busungarna                                                           | Tomten, jag vill ha en riktig jul                                         | X       | X      | X            | 60         | X            |
| Pet Shop Boys                                                        | It Doesn't Often Snow at Christmas                                        | 10      | X      | X            | X          | X            |
| George Michael                                                       | December Song (I Dreamed of Christmas)                                    | 43      | X      | X            | X          | X            |

## Jazz
- Jan Garbarek – Dresden
- Tord Gustavsen Ensemble: Restored, Returned
- Keith Jarrett – Yesterdays
- Jacob Karlzon – Heat[179]
- Olga Konkova: Improvisational Four
- Diana Krall: Quiet Nights
- Magnus Lindgren – Batucada Jazz[180]
- Jeanette Lindström – Attitude & Orbit Control[181]
- Jan Lundgren – European Standards[182]
- Lina Nyberg – The Show
- Madeleine Peyroux – Bare Bones[183]
- The Rippingtons - Modern Art
- Ida Sand – True Love[184]
- Ben Sidran - Dylan Different

## Klassisk musik
- Nicola Benedetti – Fantasie
- Bradley Joseph – Suites & Sweets
- Julian Lloyd Webber – Romantic Cello Concertos
- Hayley Westenra – Winter Magic

## Avlidna

### Januari
- 6 januari - Ron Asheton, 60, amerikansk gitarrist i The Stooges.[185]

- 8 januari – Björn Haugan, 66, norsk-svensk operasångare.[186]
- 9 januari - Dave Dee, 67, brittisk sångare i Dave Dee, Dozy, Beaky, Mick & Tich.[187]
- 15 januari – Jr Eric (Eric Alexandersson), 27, svensk reggaeartist.[188]
- 28 januari - Billy Powell, 56, amerikansk keyboardist i Lynyrd Skynyrd.[189]
- 29 januari - John Martyn, 60, skotsk låtskrivare och sångare.[190]
- 30 januari – Erland von Koch, 98, svensk tonsättare.[191]
- 31 januari - Dewey Martin, 68, kanadensisk trumslagare i Buffalo Springfield.[192]

### Februari
- 4 februari - Lux Interior, 62, amerikansk sångare i The Cramps.[193]
- 11 februari - Estelle Bennett, 67, amerikansk sångerska i The Ronettes.[194]
- 14 februari – Louie Bellson, 84, amerikansk storbandstrumslagare.
- 18 februari - Leppe Sundevall, 82, svensk jazztrumpetare och skådespelare.[195]

### Mars
- 3 mars - Sydney Earle Chaplin, 82, amerikansk sångare och skådespelare - son till Charlie Chaplin.[196]
- 7 mars - Jimmy Boyd, 70, amerikansk sångare.[197]
- 11 mars – Lars Erstrand, 72, svensk vibrafonist.[198]
- 24 mars - Uriel Jones, 74, amerikansk trumslagare i The Funk Brothers.[199]
- 26 mars – Arne Bendiksen, 82, norsk sångare, låtskrivare och skivproducent.
- 29 mars - Maurice Jarre, 84, fransk kompositör.[200]

### April
- 5 april – Jan "Tollarparn" Eriksson, 69, svensk jazzpianist.[201]
- 9 april - Randy Cain, 63, amerikansk sångare i Delfonics.[202]
- 27 april – Gugge Hedrenius, 70, svensk kompositör och jazzmusiker.[203]

### Maj
- 5 maj - Anna-Greta Söderholm, 94, svensk operasångerska.[204]
- 16 maj – Curt Petersen, 62, svensk sångare och musiker i Curt & Roland.[205]
- 18 maj - Lennart Persson, 58, svensk musikjournalist.[206]
- 24 maj - Jay Bennett, 45, amerikansk multiinstumentalist i Wilco.[207]

### Juni
- 3 juni - Koko Taylor, 80, amerikansk sångerska.[208]
- 14 juni - Bob Bogle, 75, amerikansk gitarrist i The Ventures.[209]
- 18 juni - Ali Akbar Khan, 87, indisk sarodspelare.[210]
- 25 juni - Sky Saxon, 63, amerikansk sångare och basist i The Seeds.[211]
- 25 juni – Michael Jackson, 50, amerikansk artist.[212]

### Juli
- 4 juli - Allen Klein, 77, amerikansk manager för The Beatles, The Rolling Stones m.fl.[213]
- 17 juli - Gordon Waller, 64, brittisk sångare i Peter and Gordon.[214]
- 21 juli - Marcel Jacob, 45, svensk basist i Talisman.[215]
- 26 juli - Merce Cunningham, 90, amerikansk koreograf till många artister.[216]
- 27 juli - George Russell, 86, amerikansk jazzpianist och kompositör.[217]
- 31 juli - Titus Glover, 61, amerikansk rappare i Slum Village.[218]

### Augusti
- 6 augusti - Willy DeVille, 58, amerikansk sångare och låtskrivare.[219]
- 13 augusti - Les Paul, 94, amerikansk gitarrist och uppfinnare.[220]
- 15 augusti – Håkan Florå, 47, svensk sångare under pseudonymen Onkel Kånkel.[221]
- 18 augusti - Hildegard Behrens, 72, tysk operasångerska.[222]
- 21 augusti - Åke Gerhard, 88, svensk kompositör och textförfattare.[223]
- 28 augusti - DJ AM, 36, amerikansk DJ i Crazy Town.[224]

### September
- 11 september - Jim Carroll, 60, amerikansk författare, poet och låtskrivare.[225]
- 14 september - Patrick Swayze, 57, amerikansk skådespelare, dansare och låtskrivare.[226]
- 16 september - Mary Travers, 72, amerikansk sångare i Peter, Paul and Mary.[227]

### Oktober
- 4 oktober – Mercedes Sosa, 74, argentinsk sångare.[228]
- 5 oktober - Mike Alexander, 32, brittisk basist i Evile.[229]
- 7 oktober - Steve Ferguson, amerikansk gittarist i NRBQ.[230]
- 10 oktober – Stephen Gately, 33, irländsk sångare i Boyzone.[231]
- 12 oktober - Dickie Peterson, 61, amerikansk sångare och basist i Blue Cheer.[232]
- 13 oktober - Al Martino, 82, amerikansk skådespelare och sångare.[233]
- 17 oktober - Vic Mizzy, 93, amerikansk kompositör.[234]
- 28 oktober - Taylor Mitchell, 19, kanadensisk folksångerska och kompositör.[235]

### November
- 3 november – Erik Saedén, 85, svensk operasångare.[236]
- 5 november - Matti Oiling, 66, finländsk jazztrumslagare.[237]
- 15 november - Derek B, 44, brittisk rappare.[238]
- 16 november - Edward Woodward, 79, brittisk skådespelare och sångare.[239]
- 19 november – Elisabeth Söderström, 82, svensk operasångerska.[240]

### December
- 2 december - Eric Woolfson, 64, skotsk musiker och låtskrivare i Alan Parsons Project.[241]
- 20 december - James Gurley, 69, amerikansk gitarrist i Big Brother and the Holding Company.[242]
- 25 december - Vic Chesnutt, 45, amerikansk sångare och låtskrivare.[243]
- 28 december – The Rev (James Sullivan), 28, amerikansk trumslagare i Avenged Sevenfold.

### Fotnoter
1. ↑  Information i Svensk mediedatabas. (läst 8 april 2011)
2. ↑  Mona G:s orkester 18 januari 2009 – Bilduppdatering
3. ↑  Silvio Pietrioluongo (28 januari 2009). ”Kelly Clarkson Breaks Record For Hot 100 Jump”. Billboard.com. Arkiverad från originalet den 7 januari 2013. https://web.archive.org/web/20130107183307/http://www.billboard.com/bbcom/news/kelly-clarkson-breaks-record-for-hot-100-1003935142.story. Läst 28 januari 2009.
4. ↑  Information i Svensk mediedatabas.
5. ↑  Ray Waddell (29 januari 2009). ”Madonna Resuming Her Sticky & Sweet Tour This Summer”. Billboard.com. Arkiverad från originalet den 1 februari 2009. https://web.archive.org/web/20090201112813/http://www.billboard.com/bbcom/news/madonna-resuming-sticky-sweet-tour-this-1003936340.story. Läst 29 januari 2009.
6. ↑  Lily Allen knocks Lady Gaga off top spot Arkiverad 14 juni 2011 hämtat från the Wayback Machine., breakingnews.ie, 2 februari 2009
7. ↑  ”Report: "The Boss" to play Super Bowl halftime show”. Seattle Post Intelligencer. 11 augusti 2008. Arkiverad från originalet den 31 december 2008. https://web.archive.org/web/20081231085903/http://seattlepi.nwsource.com/scorecard/nflnews.asp?articleID=237980.
8. ↑  ”Faith Hill To Sing ‘America The Beautiful’ At Super Bowl” (på engelska). nbcwashington.com. 15 januari 2009. Arkiverad från originalet den 15 augusti 2014. https://web.archive.org/web/20140815204853/http://www.nbcwashington.com/entertainment/celebrity/Faith_Hill_To_Sing__America_The_Beautiful__At_Super_Bowl.html. Läst 15 augusti 2014.
9. ↑  ”Jennifer Hudson to Sing National Anthem at Super Bowl”. Arkiverad från originalet den 3 mars 2016. https://web.archive.org/web/20160303175726/http://www.people.com/people/article/0,,20252441,00.html. Läst 8 april 2011.
10. ↑  ”Plant/Krauss, Lil Wayne Win Big at 51st Grammys”. billboard.com. 9 februari 2009. Arkiverad från originalet den 11 januari 2010. https://web.archive.org/web/20100111024949/http://www.billboard.com/bbcom/news/plant-krauss-lil-wayne-win-big-at-51st-grammys-1003939582.story. Läst 8 april 2011.
11. ↑  ”Arkiverade kopian”. MTV. 8 februari 2009. Arkiverad från originalet den 10 februari 2009. https://web.archive.org/web/20090210072013/http://www.mtv.com/news/articles/1604564/20090208/blink_182.jhtml. Läst 8 april 2011.
12. ↑  ”Report: Rihanna scraps Malaysia after L.A incident”. billboard.com. 10 februari 2008. Arkiverad från originalet den 27 januari 2010. https://web.archive.org/web/20100127162114/http://www.billboard.com/bbcom/news/rihanna-scraps-malaysia-show-after-l-a-incident-1003940095.story. Läst 8 april 2011.
13. ↑  ”Eminem's 'Bottle' Breaks Digital Record”. Billboard (Nielsen Business Media, Inc). 12 februari 2009. http://www.billboard.com/articles/news/269427/eminems-bottle-breaks-digital-record. Läst 8 april 2011.
14. ↑  ”Madonna Tops 2009 Music Money Makers List”. Billboard (Nielsen Business Media, Inc). 12 december 2008. Arkiverad från originalet den 14 februari 2009. https://web.archive.org/web/20090214130759/http://www.billboard.com/bbcom/news/madonna-tops-2009-music-money-makers-list-1003940730.story. Läst 12 februari 2009.
15. ↑  ”Duffy Triumph With Three BRITS Awards”. Billboard (Nielsen Business Media, Inc). 12 december 2008. Arkiverad från originalet den 29 maj 2009. https://web.archive.org/web/20090529075213/http://www.billboard.com/bbcom/news/duffy-triumphs-with-three-brit-awards-1003942721.story. Läst 19 februari 2009.
16. ↑  ”Flo Rida Topples Single-Week Download Mark”. Arkiverad från originalet den 20 februari 2009. https://web.archive.org/web/20090220114240/http://www.billboard.com/bbcom/news/flo-rida-topples-single-week-download-mark-1003942356.story. Läst 8 april 2011.
17. ↑  Singer Page leaves Barenaked band
18. ↑  ”Elton John And Billy Joel Kick Off Tour In Florida”. Arkiverad från originalet den 24 oktober 2012. https://web.archive.org/web/20121024201052/http://www.billboard.com/bbcom/news/elton-john-and-billy-joel-kick-off-tour-1003947093.story. Läst 8 april 2011.
19. ↑  ”Britney Spears Makes Concert Return”. Arkiverad från originalet den 8 mars 2009. https://web.archive.org/web/20090308235515/http://www.billboard.com/bbcom/news/britney-spears-makes-concert-return-1003947370.story. Läst 8 april 2011.
20. ↑  ”Här är låtarna Metallica spelade i Globen”. Expressen. 8 mars 2009. https://www.expressen.se/noje/musik/har-ar-latarna-metallica-spelade-i-globen/. Läst 12 juni 2023.
21. ↑  ”Metallica ställde in – sångaren sjuk”. SVT Nyheter. 8 mars 2009. https://www.svt.se/kultur/metallica-stallde-in-sangaren-sjuk. Läst 12 juni 2023.
22. ↑  ”News for Buyers and Sellers of Live Event Tickets”. Event Ticket Report. http://eventticketreport.com/detail.asp?c=44882. Läst 1 februari 2010.[död länk]
23. ↑  ”Poplight – Melodifestivalen”. Arkiverad från originalet den 12 juli 2011. https://web.archive.org/web/20110712200451/http://poplight.zitiz.se/melodifestivalen/2009. Läst 1 januari 2011.
24. ↑  ”Bob Dylan”. http://www.bobdylan.com/tour/2009-03-23-globe-arena. Läst 15 april 2011.
25. ↑  ”Poplight 24 mars 2009 – Elisa Lindström hoppas på en framtid inom dansbandsbranschen (läst 8 april 2011)”. Arkiverad från originalet den 25 maj 2012. https://archive.is/20120525113641/http://poplight.zitiz.se/artikel/elisa-lindstroem-hoppas-pa-en-framtid-inom-dansbandsbranschen. Läst 25 maj 2012.
26. ↑  ”Bob Dylan”. http://www.bobdylan.com/tour/2009-03-27-kinnarps-arena. Läst 15 april 2011.
27. ↑  Aftonbladet 27 mars 2009 – Nu ska jag vila
28. ↑  ”Bob Dylan Mar 28, 2009 Malmö, Sweden”. bobdylan.com. Arkiverad från originalet den 8 augusti 2011. https://web.archive.org/web/20110808012615/http://www.bobdylan.com/tour/2009-03-28-malm-arena. Läst 15 april 2011.
29. ↑  ”Metallica”. Rockhall.com. http://rockhall.com/inductees/metallica. Läst 1 februari 2010.
30. ↑  ”Videos – Shows – Rock And Roll Hall Of Fame”. Fuse.tv. Arkiverad från originalet den 18 mars 2009. https://web.archive.org/web/20090318235400/http://www.fuse.tv/videos/shows/rock-hall/. Läst 1 februari 2010.
31. ↑  ”Metallicas revansch”. Aftonbladet. 5 mars 2009. https://www.aftonbladet.se/nojesbladet/musik/a/0EvLoo/metallicas-revansch. Läst 12 juni 2023.
32. ↑  ”Poplight – Eurovision Song Contest”. Arkiverad från originalet den 12 juni 2010. https://web.archive.org/web/20100612095052/http://poplight.zitiz.se/eurovision-song-contest/2009. Läst 1 januari 2011.
33. ↑  ”Så var tredje Springsteen-konserten”. Aftonbladet. 7 juni 2009. https://www.aftonbladet.se/nojesbladet/musik/a/xRJ94n/sa-var-tredje-springsteen-konserten. Läst 12 juni 2023.
34. ↑  ”Det här är det sämsta jag sett”. Aftonbladet. 28 juni 2009. https://www.aftonbladet.se/nojesbladet/musik/rockbjornen/a/kaMexv/det-har-ar-det-samsta-jag-sett. Läst 13 juni 2009.
35. ↑  ”Chart Watch Extra: The Top 10 Songs And Albums At Mid-Year” (på engelska). music.yahoo.com. 3 juli 2009. Arkiverad från originalet den 25 maj 2012. https://archive.is/20120525113649/http://music.yahoo.com/blogs/chart-watch/chart-watch-extra-the-top-10-songs-and-albums-at-mid-year.html.
36. ↑  ”U2-illusioner på löpande band”. Göteborgs Posten. 31 juli 2009. https://www.gp.se/kultur/u2-illusioner-på-löpande-band-1.1103161. Läst 13 juni 2023.
37. ↑  ”Storslaget och spretigt”. Aftonbladet. 10 augusti 2009. https://www.aftonbladet.se/nojesbladet/musik/rockbjornen/a/e1zR09/storslaget--och-spretigt. Läst 13 juni 2023.
38. ↑  ”Vocalist Jim Lindberg leaves Pennywise”. Punknews.org. http://www.punknews.org/article/34892. Läst 1 februari 2010.
39. ↑  Booing Madonna, Banning Black Eyed Peas
40. ↑  ”Förbannat befriande Green Day”. Aftonbladet. 12 oktober 2009. https://www.aftonbladet.se/nojesbladet/musik/a/zL0jn5/forbannat-befriande-green-day. Läst 13 juni 2023.
41. ↑  '3' To 1: Britney Beats Odds To Debut Atop Hot 100
42. ↑  Svensktoppen – 1 november 2009
43. ↑  Svensktoppen – 8 november 2009
44. ↑  Itzkoff, Dave (12 november 2009). ”Tyler Says He Is Not Quitting Aerosmith”. The New York Times. http://www.nytimes.com/2009/11/12/arts/music/12arts-TYLERSAYSHEI_BRF.html. Läst 23 april 2010.
45. ↑  ”Backstreet Boys live på Hovet”. Expressen. 4 december 2009. https://www.expressen.se/noje/musik/backstreet-boys-live-pa-hovet/. Läst 13 juni 2023.
46. ↑  ”Erik Grönwall vinnare av Idol 2009”. TV4 Nyheterna. 9 december 2009. https://www.tv4.se/artikel/4fbf88d104bf725194002aff/erik-gronwall-vinnare-av-idol-2009. Läst 13 juni 2023.
47. ↑  Aftonbladet 19 december 2009 – Playtones tog hem segern
48. ↑  Rage Against the Machine beat X Factor winner in charts
49. ↑  Information i Svensk mediedatabas.
50. ↑  ”Alla nominerade till P3 Guld 2009”. SVT Nyheter. 3 december 2008. https://www.svt.se/kultur/alla-nominerade-till-p3-guld-2009. Läst 11 januari 2023.
51. ↑  ”Tidigare vinnare av musikexportpriset”. Regeringen. 19 oktober 2022. https://www.regeringen.se/regeringens-politik/musikexportpriset/tidigare-vinnare-av-musikexportpriset/. Läst 11 juni 2023.
52. ↑  ”Mångsidig Manifestgala”. Musikindustrin. 9 februari 2009. https://www.musikindustrin.se/2009/02/09/mangsidig_manifestgala___men_mi_minns_mest_seminariet_innan/. Läst 10 juni 2023.
53. ↑  ”Sångerska får Alice Babs-stipendium”. Svenska Dagbladet. 23 mars 2009. https://www.svd.se/a/7d39954b-b8b5-3f32-a5fc-70642f7ddf08/sangerska-far-alice-babs-stipendium. Läst 10 juni 2023.
54. ↑  ”Palle Danielsson vann guldkatten”. Norra Skåne. 27 mars 2009. https://www.nsk.se/2009/03/27/palle-danielsson-vann-guldkatten/. Läst 11 juni 2023.
55. ↑  ”Årets Billquist-stipendiat: Marit Bergman”. SVT Nyheter. 24 april 2009. https://www.svt.se/kultur/arets-billquist-stipendiat-marit-bergman. Läst 12 juni 2023.
56. ↑  ”Visforskare får Adolphson-pris”. Svenska Dagbladet. 27 april 2009. https://www.svd.se/a/e0eae951-f930-3ac3-ae76-adfb63a66ecb/visforskare-far-adolphson-pris. Läst 11 juni 2023.
57. ↑  ”Michael Weinius får operapris”. Dagens Nyheter. 14 maj 2009. https://www.dn.se/kultur-noje/scen/michael-weinius-far-operapris/. Läst 12 juni 2023.
58. ↑  ”Jesper Taube får Jussi-stipendiet”. Svenska Dagbladet. 28 maj 2009. https://www.svd.se/a/43bdaf51-4488-38a3-8672-366878610042/jesper-taube-far-jussi-stipendiet. Läst 11 juni 2023.
59. ↑  ”Svanberg fick medalj av kungen”. Dagens Industri. 8 juni 2009. https://www.di.se/artiklar/2009/6/8/svanberg-fick-medalj-av-kungen/. Läst 11 juni 2023.
60. ↑  ”Esbjörn Svensson får Jan Johansson-stipendiet postumt”. SVT Nyheter. 16 juni 2009. https://www.svt.se/kultur/esbjorn-svensson-far-jan-johansson-stipendiet-postumt. Läst 11 juni 2023.
61. ↑  ”Rune Gustafsson årets pristagare”. Sveriges Radio. 7 maj 2009. https://sverigesradio.se/artikel/2818668. Läst 11 juni 2023.
62. ↑  ”Marie Bergman prisad i Västervik”. SVT Nyheter. 11 juli 2009. https://www.svt.se/kultur/marie-bergman-prisad-i-vastervik. Läst 10 juni 2023.
63. ↑  ”Zetterlund-stipendiet till Roos”. Svenska Dagbladet. 24 augusti 2009. https://www.svd.se/a/e2ce237a-b0fe-3386-89de-f5c3a9cd83a6/zetterlund-stipendiet-till-roos. Läst 11 juni 2023.
64. ↑  ”Polarpriset till Peter Gabriel”. Svenska Dagbladet. 12 maj 2009. https://www.svd.se/a/e78e4c5f-1955-331e-a334-304c23ac1ccf/polarpriset-till-peter-gabriel. Läst 10 juni 2023.
65. ↑  ”Plácido Domingo fick Birgit Nilssons pris”. SVT Nyheter. 13 oktober 2009. https://www.svt.se/nyheter/lokalt/skane/pl-cido-domingo-fick-birgit-nilssons-pris. Läst 10 juni 2023.
66. ↑  ”Erik Direkt: Prisad gränsöverskridare”. Expressen. 17 oktober 2009. https://www.expressen.se/kvp/kronikorer/erik-direkt-prisad-gransoverskridare/. Läst 11 juni 2023.
67. ↑  ”Finsk klarinettvirtuos får Nordiska rådets musikpris”. SVT Nyheter. 2 juni 2009. https://www.svt.se/kultur/finsk-klarinettvirtuos-far-nordiska-radets-musikpris. Läst 11 juni 2023.
68. ↑  ”OD-dirigent årets körledare”. Sveriges Radio. 26 oktober 2009. https://sverigesradio.se/artikel/3193117. Läst 12 juni 2023.
69. ↑  ”Ohlsson årets Jenny Lind”. SVT Nyheter. 27 oktober 2009. https://www.svt.se/kultur/ohlsson-arets-jenny-lind. Läst 11 juni 2023.
70. ↑  ”Jazzpris till Bernt Rosengren”. Göteborgs Posten. 18 november 2009. https://www.gp.se/kultur/kultur/jazzpris-till-bernt-rosengren-1.1091742. Läst 11 juni 2023.
71. 1 2  ”Fyra tonsättare belönade”. Svenska Dagbladet. 26 november 2009. https://www.svd.se/a/25c058a9-e961-3e9b-87e7-6d1739816dfa/fyra-tonsattare-belonade. Läst 10 juni 2023.
72. ↑  ”Novellpris till rapparen Alexis Weak”. Göteborgs Posten. 11 december 2009. https://www.gp.se/kultur/novellpris-till-rapparen-alexis-weak-1.1098109. Läst 11 juni 2023.
73. ↑  ”Världens rum”. Expressen. 13 december 2009. https://www.expressen.se/kultur/magnus-haglund/varldens-rum-2009/. Läst 12 juni 2023.
74. ↑  ”Miriam Aïda skapar rätt känsla”. Svenska Dagbladet. 14 oktober 2009. https://www.svd.se/a/4475c2cd-a311-32a2-8638-a1197daf19a6/miriam-aida-skapar-ratt-kansla. Läst 7 juni 2023.
75. ↑  ”Lily Allen - It's Not Me It's You”. Nöjesguiden. 9 februari 2009. https://ng.se/recensioner/musik/lily-allen-its-not-me-its-you. Läst 7 juni 2023.
76. ↑  ”Tori Amos - Abnormally attracted to sin”. Expressen. 15 maj 2009. https://www.expressen.se/noje/recensioner/musik/tori-amos-abnormally-attracted-to-sin-9/. Läst 7 juni 2023.
77. ↑  ”Gör popen sexig igen”. Aftonbladet. 10 januari 2009. https://www.aftonbladet.se/nojesbladet/musik/a/4dO6MG/gor-popen-sexig-igen. Läst 7 juni 2023.
78. ↑  ”The Animal Five”. Groove. http://www.groove.se/site/recension.asp?recId=4314&mediumId=1. Läst 7 juni 2023.
79. ↑  ”Antony and the Johnsons - The Crying Light”. Nöjesguiden. 17 januari 2009. https://ng.se/recensioner/musik/antony-and-johnsons-crying-light. Läst 7 juni 2009.
80. ↑  ”Arctic Monkeys”. Aftonbladet. 22 augusti 2009. https://www.aftonbladet.se/nojesbladet/musik/a/G1PJ1Q/arctic-monkeys. Läst 7 juni 2023.
81. ↑  ”Sug efter Babian på skiva”. Metro. 2 februari 2009. Arkiverad från originalet den 4 augusti 2012. https://archive.is/20120804190207/http://www.metro.se/noje/sug-efter-babian-pa-skiva/Objibb!22_5325-65/. Läst 24 februari 2020.
82. ↑  ”Ett lamt grattis till Alice Babs”. Svenska Dagbladet. 21 januari 2009. https://www.svd.se/a/5f39f787-afe5-3827-80a9-02bbf4d86bda/ett-lamt-grattis-till-alice-babs. Läst 7 juni 2023.
83. ↑  ”Backstreet Boys - This is us”. Expressen. 8 oktober 2009. https://www.expressen.se/noje/recensioner/musik/backstreet-boys-this-is-us-9/. Läst 7 juni 2023.
84. ↑  ”The Bear Quartet”. Svenska Dagbladet. 9 september 2009. https://www.svd.se/a/d75a8ea8-90ae-3650-a3de-02138518821a/the-bear-quartet. Läst 7 juni 2023.
85. ↑  http://www.countrystandardtime.com/news/newsitem.asp?xid=2341
86. ↑  ”Äldre men inte visare”. Dagens Nyheter. 15 mars 2009. https://www.dn.se/kultur-noje/musik/aldre-men-inte-visare/. Läst 7 juni 2023.
87. ↑  ”Bonnie "Prince" Billy - Beware”. Nöjesguiden. 16 mars 2009. https://ng.se/recensioner/musik/bonnie-prince-billy-beware. Läst 7 juni 2023.
88. ↑  ”Bird ger plats åt sången”. Svenska Dagbladet. 4 februari 2009. https://www.svd.se/a/f498461a-d5f4-3a8a-90a9-82346e25575c/bird-ger-plats-at-sangen. Läst 7 juni 2023.
89. ↑  ”Mary J Blige - Stronger with each tear”. Expressen. 17 december 2009. https://www.expressen.se/noje/recensioner/musik/mary-j-blige-stronger-with-each-tear-9/. Läst 7 juni 2023.
90. ↑  http://www.rap-up.com/2008/10/28/busta-rhymes-bomb-pushed-to-2009/
91. ↑  ”Camera Obscura - My Maudlin Career”. Nöjesguiden. 23 april 2009. https://ng.se/recensioner/musik/camera-obscura-my-maudlin-career. Läst 7 juni 2023.
92. ↑  ”Cannibal Corpse”. Groove. http://www.groove.se/site/recension.asp?recId=3270&mediumId=1. Läst 7 juni 2023.
93. ↑  ”40 minuter glädjechock”. Aftonbladet. 31 oktober 2009. https://www.aftonbladet.se/nojesbladet/musik/a/P3vJKp/40-minuter-gladjechock. Läst 7 juni 2023.
94. ↑  http://www.amazon.com/Fantasy-Ride-Ciara/dp/B001G1ACZ0
95. ↑  http://www.amazon.com/New-Release-Kelly-Clarkson/dp/B001AQXJ9W
96. ↑  http://www.crookedx.com
97. ↑  ”Depeche Mode - Sounds of the universe”. Expressen. 16 april 2009. https://www.expressen.se/noje/recensioner/musik/depeche-mode--sounds-of-the-universe/. Läst 7 juni 2023.
98. ↑  ”Så vackert att det svider i ögonen”. Aftonbladet. 24 maj 2009. https://www.aftonbladet.se/nojesbladet/musik/a/VRxjkp/sa-vackert-att-det-svider-i-ogonen. Läst 8 juni 2023.
99. ↑  ”Steve Dobrogosz sätter en personlig ton”. Svenska Dagbladet. 25 november 2009. https://www.svd.se/a/4b60e827-60c8-32b0-87d2-333cac078255/steve-dobrogosz-satter-en-personlig-ton. Läst 7 juni 2023.
100. ↑  ”Dylans misär är en fröjd att höra”. Aftonbladet. 24 april 2009. https://www.aftonbladet.se/nojesbladet/musik/a/oRMkWa/dylans-misar-ar-en-frojd-att-hora. Läst 7 juni 2023.
101. ↑  ”Lisa Ekdahl - Give Me Slow Knowing Smile”. Nöjesguiden. 10 april 2009. https://ng.se/recensioner/musik/lisa-ekdahl-give-me-slow-knowing-smile. Läst 7 juni 2023.
102. ↑  ”El Perro Del Mar - Love is not pop”. Svenska Dagbladet. 31 mars 2009. https://www.svd.se/a/185c9d97-cc31-3965-a22a-31b5980b238a/el-perro-del-mar-love-is-not-pop. Läst 7 juni 2023.
103. ↑  http://www.amazon.com/Block-Party-Missy-Elliott/dp/B001889CKW
104. ↑  ”Förbannat befriande Green Day”. Aftonbladet. 12 oktober 2009. https://www.aftonbladet.se/nojesbladet/musik/a/zL0jn5/forbannat-befriande-green-day. Läst 7 juni 2023.
105. 1 2  ”Skivrecensioner, DI Weekend”. Jan Gradvall. 22 maj 2009. http://gradvall.se/artiklar.asp?entry_id=499. Läst 7 juni 2025.
106. ↑  ”Lotta Engbergs diskografi”. Arkiverad från originalet den 8 augusti 2022. https://web.archive.org/web/20220808122655/https://www.lottaengberg.se/musik.html. Läst 14 juli 2022.
107. ↑  ”Arkiverade kopian”. Arkiverad från originalet den 1 december 2008. https://web.archive.org/web/20081201090246/http://www.mtv.com/news/articles/1599568/20081117/50_cent.jhtml. Läst 31 december 2008.
108. ↑  ”Dolphine smile - The Fine Arts Showcase”. Svenska Dagbladet. 14 april 2009. https://www.svd.se/a/ab954b00-7696-3471-af93-ba6e27186467/dolphine-smile-the-fine-arts-showcase. Läst 7 juni 2023.
109. ↑  Allmusic
110. ↑  ”Kramgo eskapism”. Aftonbladet. 24 januari 2009. https://www.aftonbladet.se/nojesbladet/musik/a/Mg5wpM/kramgo-eskapism. Läst 7 juni 2023.
111. ↑  ”Franz Ferdinand - Tonight: Franz Ferdinand”. Nöjesguiden. 27 januari 2009. https://ng.se/recensioner/musik/franz-ferdinand-tonight-franz-ferdinand. Läst 7 juni 2023.
112. ↑  ”The Fray announce new album details”. New Musical Express. Arkiverad från originalet den 2 februari 2009. https://web.archive.org/web/20090202092910/http://www.nme.com/news/nme/41121. Läst 1 februari 2010.
113. ↑  ”In A Perfect World....”. Arkiverad från originalet den 10 mars 2009. https://web.archive.org/web/20090310151126/http://www.tower.com/in-perfect-world-keri-hilson-cd/wapi/112422760. Läst 31 december 2008.
114. ↑  http://www.tunelabmusic.com/2008/08/25/hoobastank-announce-release-date/
115. ↑  ”Fortsatt finstämt från Melissa Horn”. Svenska Dagbladet. 14 oktober 2009. https://www.svd.se/a/ffe47267-dccc-3d18-91e2-708f44c49c45/fortsatt-finstamt-fran-melissa-horn. Läst 7 juni 2023.
116. ↑  ”The Horrors - Primary Colours”. Svenska Dagbladet. 6 maj 2009. https://www.svd.se/a/231c158a-043b-38f6-bb8f-2357b40a2b35/the-horrors-primary-colours. Läst 7 juni 2023.
117. ↑  ”Fortfarande trollbindande”. Aftonbladet. 29 augusti 2009. https://www.aftonbladet.se/nojesbladet/musik/a/p6MO5R/fortfarande-trollbindande. Läst 7 juni 2023.
118. ↑  ”Hästpojken - Från där jag ropar”. Svenska Dagbladet. 23 december 2009. https://www.svd.se/a/c231fdad-ffef-3411-9ce5-e859904646f3/hastpojken-fran-dar-jag-ropar. Läst 7 juni 2023.
119. ↑  ”Ingenting”. Svenska Dagbladet. 9 september 2009. https://www.svd.se/a/be8ee5cc-bbc3-3e13-88ff-c6b9b8a761a8/ingenting. Läst 8 juni 2023.
120. ↑  ”Jay-z - The Blueprint 3”. Nöjesguiden. 16 september 2009. https://ng.se/recensioner/musik/jay-z-blueprint-3. Läst 8 juni 2023.
121. ↑  ”Jonathan Johanssons kreativa terapi”. Dagens Nyheter. 13 februari 2009. https://www.dn.se/kultur-noje/musik/jonathan-johanssons-kreativa-terapi/. Läst 8 juni 2023.
122. ↑  ”Olov Johansson & Catriona McKay”. Arbetarbladet. 30 april 2009. https://www.arbetarbladet.se/2009-04-30/olov-johansson--catriona-mckay. Läst 8 juni 2023.
123. ↑  ”Jill Johnsons diskografi”. Arkiverad från originalet den 13 augusti 2010. https://web.archive.org/web/20100813005104/http://www.jilljohnson.se/detalj.php?id=50. Läst 19 september 2010.
124. ↑  ”Kabnekajse - Kabnekajse”. Nöjesguiden. 27 februari 2009. https://ng.se/recensioner/musik/kebnekajse-kebnekajse. Läst 8 juni 2023.
125. ↑  ”Nunstedt om Kents "Röd": Förstklassigt!”. Expressen. 4 november 2009. https://www.expressen.se/noje/musik/nunstedt-om-kents-rod-forstklassigt/. Läst 8 juni 2023.
126. ↑  ”Kiss”. Svenska Dagbladet. 7 oktober 2009. https://www.svd.se/a/1932a80c-f2e8-3d25-b7f8-2cd3948b8176/kiss. Läst 8 juni 2023.
127. ↑  ”KMFDM News”. Arkiverad från originalet den 12 februari 2012. https://web.archive.org/web/20120212202902/http://www.kmfdm.net/news/news.htm. Läst 18 augusti 2012.
128. ↑  ”Hordes of Chaos”. Svenska Dagbladet. 14 januari 2009. https://www.svd.se/a/966dbfb5-48fc-3dc2-b8fd-c70ce98dcdac/hordes-of-chaos. Läst 8 juni 2023.
129. 1 2  ”Markus Krunegård - Prinsen Av Peking / Lev som en gris dö som en hund”. Nöjesguiden. 14 oktober 2009. https://ng.se/recensioner/musik/markus-krunegard-prinsen-av-peking-lev-som-en-gris-doe-som-en-hund. Läst 8 juni 2023.
130. ↑  ”Lekfullt från Bjuröklubb”. Dagens Nyheter. 21 januari 2009. https://www.dn.se/arkiv/kultur/lekfullt-fran-bjuroklubb/. Läst 8 juni 2023.
131. ↑  ”Lamb of God”. Groove. http://www.groove.se/site/recension.asp?recId=3376&mediumId=1. Läst 8 juni 2023.
132. ↑  Larz-Kristerz släpper singeln "Carina"
133. ↑  Diskografi:Om Du Vill larzkristerz.com/
134. ↑  Soundi: Levyarvio
135. ↑  Madina Lake Release Date AbsolutePunk.net. Läst 19 december, 2008.
136. ↑  ”Olle Ljungström - Sju”. Svenska Dagbladet. 4 mars 2009. https://www.svd.se/a/417c44a4-99ca-3309-b4d6-63f9cd2566d1/olle-ljungstrom-sju. Läst 8 juni 2023.
137. ↑  ”Major Lazer”. Aftonbladet. 11 juli 2009. https://www.aftonbladet.se/nojesbladet/musik/a/Onyexw/major-lazer. Läst 8 juni 2023.
138. ↑  ”Makthaverskan - Makthaverskan”. Nöjesguiden. 8 november 2009. https://ng.se/recensioner/musik/makthaverskan-makthaverskan. Läst 8 juni 2023.
139. ↑  ”Kulturnyheterna träffar Mando Diao”. SVT Nyheterna. 27 januari 2009. https://www.svt.se/kultur/kulturnyheterna-traffar-mando-diao. Läst 8 juni 2023.
140. ↑  ”Mastodon - Crack The Skye”. Svenska Dagbladet. 24 mars 2023. https://www.svd.se/a/ac06e216-3e8d-38f0-ae30-0eb7f71515f1/mastodon-crack-the-skye. Läst 8 juni 2023.
141. ↑  ”Endgame - Megadeth”. Svenska Dagbladet. 16 september 2009. https://www.svd.se/a/3b80cde0-fca1-3058-8b2a-b34044905608/endgame-megadeth. Läst 8 juni 2023.
142. ↑  ”Miike Snow - Miike Snow”. Nöjesguiden. 28 oktober 2009. https://ng.se/recensioner/musik/miike-snow-miike-snow. Läst 8 juni 2023.
143. ↑  ”Miss Li: Dancing The Whole Way Home”. Svenska Dagbladet. 31 mars 2009. https://www.svd.se/a/702644cb-9480-3286-8cd7-cd7a2b55a249/miss-li-dancing-the-whole-way-home. Läst 8 juni 2023.
144. ↑  ”Morrissey - Years of Refusal”. Nöjesguiden. 16 februari 2009. https://ng.se/recensioner/musik/morrissey-years-refusal. Läst 8 juni 2023.
145. ↑  http://www.djbooth.net/index/tracks/review/mos-def-life-in-marvelous-times/
146. ↑  ”Time Waits For No Slave”. Svenska Dagbladet. 4 februari 2009. https://www.svd.se/a/bd4ed5d8-8b00-343d-96da-a1d617758382/time-waits-for-no-slave. Läst 8 juni 2023.
147. ↑  "New Found Glory Release Date" AbsolutePunk.net. Läst 23 november, 2008.
148. ↑  http://www.amazon.com/Soundstage-Sessions-Stevie-Nicks/dp/B001AW9DKU
149. ↑  ”Pet Shop Boys - Yes”. Expressen. 26 mars 2009. https://www.expressen.se/noje/recensioner/musik/pet-shop-boys--yes/. Läst 10 juni 2023.
150. ↑  ”Placebo - Battle For The Sun”. Nöjesguiden. 5 juni 2009. https://ng.se/recensioner/musik/placebo-battle-sun. Läst 10 juni 2023.
151. ↑  ”Clash of the elements - The Poodles”. Svenska Dagbladet. 27 maj 2009. https://www.svd.se/a/c6359b09-bd25-3e69-8ccb-ca4c68c4b8e2/clash-of-the-elements-the-poodles. Läst 10 juni 2023.
152. ↑  ”Préliminaires - Iggy Pop”. Svenska Dagbladet. 27 maj 2009. https://www.svd.se/a/72314b91-b5a8-3f42-b311-a1a147a93f1e/preliminaires-iggy-pop. Läst 10 juni 2023.
153. ↑  ”Raised fist”. Aftonbladet. 5 september 2009. https://www.aftonbladet.se/nojesbladet/musik/a/1kvz6G/raised-fist. Läst 10 juni 2023.
154. ↑  ”Rammstein - Liebe ist für alle da”. Expressen. 15 oktober 2009. https://www.expressen.se/noje/recensioner/musik/rammstein-liebe-ist-fur-alle-da-9/. Läst 10 juni 2023.
155. ↑  http://redjumpsuitalliance.ning.com/
156. ↑  Reel Big Fish Fame, Fortune and Fornication www.punknews.org
157. ↑  ”Briljanta röster får öronen att spetsas”. Dagens Nyheter. 25 mars 2009. https://www.dn.se/arkiv/kultur/briljanta-roster-far-oronen-att-spetsas/. Läst 10 juni 2023.
158. ↑  ”Mange Schmidt - Odenplan Stockholm 1988”. Svenska Dagbladet. 30 september 2009. https://www.svd.se/a/d22c9a56-ef86-362e-8b3b-6cc6172aea7a/mange-schmidt-odenplan-stockholm-1988. Läst 10 juni 2023.
159. ↑  ”Scotts: "Längtan"”. Expressen. 30 juli 2009. https://www.expressen.se/noje/recensioner/musik/scotts-langtan/. Läst 30 juli 2009.
160. ↑  ”SEPULTURA: New Album Details Revealed - Aug. 8, 2008”. Blabbermouth. Arkiverad från originalet den 11 augusti 2008. https://web.archive.org/web/20080811034452/http://www.roadrunnerrecords.com/blabbermouth.net/news.aspx?mode=Article&newsitemID=102430. Läst 1 februari 2010.
161. ↑  ”Slayer - World painted blood”. Svenska Dagbladet. 4 november 2009. https://www.svd.se/a/e24ea2fc-ddb9-3b1b-91dd-cc7c8449e9af/slayer-world-painted-blood. Läst 10 juni 2023.
162. ↑  ”The Sounds: "Hemma bra, borta bäst"”. Dagens Nyheter. 29 maj 2009. https://www.dn.se/kultur-noje/musik/the-sounds-hemma-bra-borta-bast/. Läst 10 juni 2023.
163. ↑  ”The seduction of Ingmar Bergman - Sparks”. Svenska Dagbladet. 26 augusti 2009. https://www.svd.se/a/dc2b479c-77eb-3756-9a67-309cc19e7167/the-seduction-of-ingmar-bergman-sparks. Läst 10 juni 2023.
164. ↑  ”Bruce Springsteen news”. Arkiverad från originalet den 30 januari 2010. https://web.archive.org/web/20100130091230/http://www.brucespringsteen.net/news/index.html. Läst 1 februari 2010.
165. ↑  ”Skivrecensioner, DI Weekend”. Jan Gradvall. 12 juni 2009. http://gradvall.se/artiklar.asp?entry_id=508. Läst 10 juni 2023.
166. ↑  ”Victoria Bergsman blickar österut”. Dagens Nyheter. 31 augusti 2009. https://www.dn.se/kultur-noje/musik/victoria-bergsman-blickar-osterut/. Läst 10 juni 2023.
167. ↑  In the Studio (And Begging for a Paul McCartney Cameo) With Taking Back Sunday
168. ↑  ”Klokt om kärlek”. Aftonbladet. 14 november 2009. https://www.aftonbladet.se/nojesbladet/musik/a/gP3mvB/klokt-om-karlek. Läst 10 juni 2023.
169. ↑  ”Thåström - Kärlek är för dom”. Nöjesguiden. 13 mars 2009. https://ng.se/recensioner/musik/thastroem-kaerlek-aer-foer-dom. Läst 10 juni 2023.
170. ↑  ”Tokio Hotel - "Humanoid"”. Expressen. 1 oktober 2009. https://www.expressen.se/noje/recensioner/musik/tokio-hotel-humanoid-9/. Läst 10 juni 2023.
171. ↑  ”Trey Songz - Ready”. Nöjesguiden. 10 november 2009. https://ng.se/recensioner/musik/trey-songz-ready. Läst 10 juni 2023.
172. ↑  ”Splittrad U2-skiva”. Aftonbladet. 25 februari 2009. https://www.aftonbladet.se/nojesbladet/musik/a/9mBEvl/splittrad-u2-skiva. Läst 10 juni 2023.
173. ↑  ”It’s blitz! - Yeah Yeah Yeahs”. Svenska Dagbladet. 8 april 2009. https://www.svd.se/a/a214663e-0aeb-31fe-8d98-83078cc76ff8/its-blitz-yeah-yeah-yeahs. Läst 10 juni 2023.
174. ↑  ”Neil Young - Fork in the road”. Expressen. 2 april 2009. https://www.expressen.se/noje/recensioner/musik/neil-young--fork-in-the-road/. Läst 10 juni 2023.
175. ↑  ”Freddie Wadling: The Dark Flower/Den mörka blomman”. Kristianstadsbladet. 27 januari 2009. https://www.kristianstadsbladet.se/skivrecensioner/freddie-wadling-the-dark-flowerden-morka-blomman/. Läst 10 juni 2023.
176. ↑  ”Jenny Wilson - Hardships!”. Nöjesguiden. 23 februari 2009. https://ng.se/recensioner/musik/jenny-wilson-hardships. Läst 10 juni 2023.
177. ↑  ”The XX - xx”. Svenska Dagbladet. 12 augusti 2009. https://www.svd.se/a/575f9433-4c6b-328b-963c-346c54aa7bca/the-xx-xx. Läst 10 juni 2023.
178. ↑  Elisabeth Andreassen fansite - Skivhistorik
179. ↑  ”Jakob Karlzon”. Svenska Dagbladet. 28 januari 2009. https://www.svd.se/a/c4c510d9-c9d4-3117-bf39-5495eb08eb80/jakob-karlzon. Läst 8 juni 2023.
180. ↑  ”Magnus Lindgren - Batucada Jazz”. Svenska Dagbladet. 20 maj 2009. https://www.svd.se/a/ee6671cc-9dd4-3de3-9d0d-5dae6ebf51f8/magnus-lindgren-batucada-jazz. Läst 8 juni 2023.
181. ↑  ”Jeanette Lindström - Attitude Orbit Control”. Nöjesguiden. 11 november 2009. https://ng.se/recensioner/musik/jeanette-lindstroem-attitude-orbit-control. Läst 8 juni 2023.
182. ↑  ”Jan Lundgren trio - ACT/BAM”. Svenska Dagbladet. 18 mars 2009. https://www.svd.se/a/176070f8-8d42-3dbd-aad1-3de6fb12e83d/jan-lundgren-trio-act-bam. Läst 8 juni 2023.
183. ↑  ”Låter som 1900-talets första hälft”. Svenska Dagbladet. 24 mars 2009. https://www.svd.se/a/45cae41c-de83-353c-a606-90e88c396969/later-som-1900-talets-forsta-halft. Läst 10 juni 2023.
184. ↑  ”True love - Ida Sand”. Svenska Dagbladet. 14 april 2009. https://www.svd.se/a/5964658f-c589-3ffa-a4d7-fac81718ea74/true-love-ida-sand. Läst 10 juni 2023.
185. ↑  ”Ron Asheton död”. SVT Nyheter. 7 januari 2009. https://www.svt.se/kultur/ron-asheton-dod. Läst 6 juni 2023.
186. ↑  ”Björn Haugan”. Dagens Nyheter. 24 februari 2009. https://www.dn.se/arkiv/familj/bjorn-haugan/. Läst 6 juni 2023.
187. ↑  ”Popsångaren Dave Dee är död”. Svenska Dagbladet. 9 januari 2009. https://www.svd.se/a/c066d4d3-b149-3f06-850e-ea275a3afba8/popsangaren-dave-dee-ar-dod. Läst 6 juni 2023.
188. ↑  ”Artisten vaknade aldrig”. Aftonbladet. 26 januari 2009. https://www.aftonbladet.se/nyheter/a/jP39Me/artisten-vaknade-aldrig. Läst 6 juni 2023.
189. ↑  ”Legendarisk rockstjärna hittad död i sitt hem”. Expressen. 29 januari 2009. https://www.expressen.se/noje/musik/legendarisk-rockstjarna-hittad-dod-i-sitt-hem/. Läst 6 juni 2023.
190. ↑  ”John Martyn död”. Dagens Nyheter. 31 januari 2009. https://www.dn.se/arkiv/kultur/john-martyn-dod/. Läst 6 juni 2023.
191. ↑  ”Erland von Kock död”. SVT Nyheter. 6 februari 2009. https://www.svt.se/kultur/erland-von-koch-dod. Läst 6 juni 2023.
192. ↑  ”Bandmedlem till Neil Young”. Sydsvenskan. 10 februari 2009. https://www.sydsvenskan.se/2009-02-10/bandmedlem---till-neil-young. Läst 6 juni 2023.
193. ↑  ”The Cramps sångare Lux Interior är död”. Dagens Nyheter. 5 februari 2009. https://www.dn.se/kultur-noje/the-cramps-sangare-lux-interior-ar-dod/. Läst 7 juni 2023.
194. ↑  ”Ronettesångerskan död”. Svenska Dagbladet. 13 februari 2009. https://www.svd.se/a/2d8ac7f2-04a7-3c26-b979-e0067b109d84/ronettessangerska-dod. Läst 7 juni 2023.
195. ↑  ”Leppe Sundevall död”. Dagens Nyheter. 26 februari 2009. https://www.dn.se/kultur-noje/musik/leppe-sundevall-dod/. Läst 7 juni 2023.
196. ↑  ”Charlie Chaplins son avliden”. Norra Skåne. 9 mars 2009. https://www.nsk.se/2009/03/09/charlie-chaplins-son-avliden/. Läst 7 juni 2023.
197. ↑  ”Jag såg mamma-sångaren död”. Svenska Dagbladet. 11 mars 2009. https://blog.svd.se/tvbloggen/2009/03/11/jag-sag-mamma-sangaren-dod/. Läst 7 juni 2023.
198. ↑  ”Jazzmusikern Lars Erstrand död”. Dagens Nyheter. 25 mars 2009. https://www.dn.se/arkiv/kultur/jazzmusikern-lars-erstrand-dod/. Läst 7 juni 2023.
199. ↑  ”Känd Motowntrummis död”. Hallands Nyheter. 25 mars 2009. https://www.hn.se/nöje/känd-motowntrummis-död-1.3396848. Läst 7 juni 2023.
200. ↑  ”Tonsättaren Maurice Jarre död”. Göteborgs Posten. 30 mars 2009. https://www.gp.se/kultur/kultur/tonsättaren-maurice-jarre-död-1.1066741. Läst 7 juni 2023.
201. ↑  ”Jan "Tollarparn" Eriksson död”. SVT Nyheter. 7 april 2009. https://www.svt.se/nyheter/lokalt/skane/jan-tollarparn-eriksson-dod. Läst 8 juni 2023.
202. ↑  ”Delfonics-medlem död”. Svenska Dagbladet. 14 april 2009. https://www.svd.se/a/6f1d0a06-42ca-3ae5-8c93-1a2ea788cc70/delfonics-medlem-dod. Läst 8 juni 2023.
203. ↑  ”Gugge Hedrenius är död”. Dagens Nyheter. 29 april 2009. https://www.dn.se/kultur-noje/musik/gugge-hedrenius-ar-dod/. Läst 8 juni 2023.
204. ↑  ”Sopranen Anna-Greta Söderholm död”. Svenska Dagbladet. 5 maj 2009. https://www.svd.se/a/0feb30a6-029b-3fb7-82a5-8da573b027b7/sopranen-anna-greta-soderholm-dod. Läst 10 juni 2023.
205. ↑  ”Sångaren Curt Petersen har avlidit”. Dagens. 17 maj 2009. https://www.dagen.se/nyheter/2009/05/17/sangaren-curt-petersen-har-avlidit/. Läst 10 juni 2023.
206. ↑  ”Musikskribenten Lennart Persson död”. Aftonbladet. 19 maj 2009. https://www.aftonbladet.se/nyheter/a/zL08aK/musikskribenten-lennart-persson-dod. Läst 10 juni 2023.
207. ↑  ”Jay Bennett död”. Dagens Nyheter. 26 maj 2009. https://www.dn.se/kultur-noje/musik/wilcomedlemmen-jay-bennett-dod/. Läst 10 juni 2023.
208. ↑  ”Bluesdrottningen är död”. Svenska Dagbladet. 4 juni 2009. https://blog.svd.se/tvbloggen/2009/06/04/bluesdrottningen-ar-dod/. Läst 10 juni 2023.
209. ↑  ”Ventures gitarrist död”. Svenska Dagbladet. 16 juni 2009. https://blog.svd.se/tvbloggen/2009/06/16/ventures-gitarrist-dod/. Läst 10 juni 2023.
210. ↑  ”Mästaren Ali Akbar Khan är död”. Helsingborgs Dagblad. 22 juni 2009. https://www.hd.se/2009-06-22/mastaren-ali-akbar-khan-ar-dod. Läst 10 juni 2023.
211. ↑  ”60-talssångare död”. Svenska Dagbladet. 26 juni 2009. https://blog.svd.se/tvbloggen/2009/06/26/60-talssangare-dod/. Läst 10 juni 2023.
212. ↑  ”"King of Pop" har lämnat oss”. Aftonbladet. 25 juni 2009. https://www.aftonbladet.se/nojesbladet/a/6nPyAW/king-of-pop-har-lamnat-oss. Läst 10 juni 2023.
213. ↑  ”Beatles manager Allen Klein död”. SVT Nyheter. 5 juli 2009. https://www.svt.se/nyheter/utrikes/beatles-manager-allen-klein-dod. Läst 11 juni 2023.
214. ↑  ”McCartneys polare död”. Svenska Dagbladet. 21 juli 2009. https://blog.svd.se/tvbloggen/2009/07/21/mccartneys-polare-dod/. Läst 11 juni 2023.
215. ↑  ”Marcel Jacob död”. Göteborgs Posten. 21 juli 2009. https://www.gp.se/kultur/marcel-jacob-död-1.1066022. Läst 11 juni 2023.
216. ↑  ”Koreografen Merce Cunningham död”. Sveriges Radio. 27 juli 2009. https://sverigesradio.se/artikel/3000365. Läst 11 juni 2023.
217. ↑  ”Jazzmusikern George Russell död”. Dagens Nyheter. 6 augusti 2009. https://www.dn.se/kultur-noje/musik/jazzmusikern-george-russell-dod/. Läst 11 juni 2023.
218. ↑  ”Slum Villages grundare död”. Svenska Dagbladet. 2 augusti 2009. https://blog.svd.se/tvbloggen/2009/08/02/slum-villages-grundare-dod/. Läst 11 juni 2023.
219. ↑  ”Artisten Willy DeVille död”. Aftonbladet. 7 augusti 2009. https://www.aftonbladet.se/nojesbladet/a/21v4OG/artisten-willy-deville-dod. Läst 11 juni 2023.
220. ↑  ”Gitarrlegenden Les Paul död”. SVT Nyheter. 13 augusti 2009. https://www.svt.se/kultur/gitarrlegenden-les-paul-dod. Läst 11 juni 2023.
221. ↑  ”Artisten Onkel Kånkel död”. Svenska Dagbladet. 17 augusti 2009. https://www.svd.se/a/9d902e77-d542-3111-9446-621d94aae8d9/artisten-onkel-kankel-dod. Läst 11 juni 2023.
222. ↑  ”Tysk operastjärna död”. Dagens Nyheter. 19 augusti 2009. https://www.dn.se/kultur-noje/musik/tysk-operastjarna-dod/?site=desktop. Läst 11 juni 2023.
223. ↑  ”Musiklegenden Åke Gerhard död”. Expressen. 23 augusti 2009. https://www.expressen.se/noje/musiklegenden-ake-gerhard-dod/. Läst 11 juni 2023.
224. ↑  ”Populär amerikansk DJ hittad död”. Sydsvenskan. 31 augusti 2009. https://www.sydsvenskan.se/2009-08-31/popular-amerikansk-dj-hittad-dod. Läst 11 juni 2023.
225. ↑  ”Författaren Jim Carroll död”. Dagens Nyheter. 14 september 2009. https://www.dn.se/nyheter/forfattaren-jim-carroll-dod/. Läst 12 juni 2023.
226. ↑  ”Patrick Swayze död i natt”. SVT Nyheter. 15 september 2009. https://www.svt.se/nyheter/utrikes/patrick-swayze-dod-i-natt. Läst 12 juni 2023.
227. ↑  ”Peter, Paul and Mary-sångerskan död”. Expressen. 17 september 2009. https://www.expressen.se/noje/musik/peter-paul-and-mary-sangerska-dod/. Läst 12 juni 2023.
228. ↑  ”Mercedes Sosa har avlidit”. Sveriges Radio. 4 oktober 2009. https://sverigesradio.se/artikel/3143778. Läst 12 juni 2023.
229. ↑  ”Basisten i Evile är död”. Sydsvenskan. 7 oktober 2009. https://www.sydsvenskan.se/2009-10-07/basisten-i-evile-ar-dod. Läst 12 juni 2023.
230. ↑  ”Grundaren av rockbandet NRBQ död”. Svenska Dagbladet. 18 oktober 2009. https://blog.svd.se/tvbloggen/2009/10/18/grundaren-av-rockbandet-nrbq-dod/. Läst 12 juni 2023.
231. ↑  ”Boyzone-stjärna död”. SVT Nyheter. 11 oktober 2009. https://www.svt.se/kultur/boyzone-stjarna-dod. Läst 12 juni 2023.
232. ↑  ”Blue Cheers sångare död”. Svenska Dagbladet. 14 oktober 2009. https://blog.svd.se/tvbloggen/2009/10/14/blue-cheers-sangare-dod/. Läst 12 juni 2023.
233. ↑  ”"Gudfadern"-sångaren Al Martino är död”. Göteborgs Posten. 14 oktober 2009. https://www.gp.se/kultur/gudfadern-sångaren-martino-är-död-1.1084242. Läst 12 juni 2023.
234. ↑  ”Mannen bakom Addams Family-låten död”. Svenska Dagbladet. 20 oktober 2009. https://blog.svd.se/tvbloggen/2009/10/20/mannen-bakom-addams-family-laten-dod/. Läst 12 juni 2023.
235. ↑  ”Prärievargar döda kvinna i Kanada”. YLE. 29 oktober 2009. https://svenska.yle.fi/a/7-350344. Läst 12 juni 2023.
236. ↑  ”Operasångaren Erik Saedén är död”. SVT Nyheter. 3 november 2009. https://www.svt.se/kultur/operasangaren-erik-saeden-ar-dod. Läst 13 juni 2023.
237. ↑  ”Jazzmusikern Matti Oiling död”. YLE. 5 november 2009. https://svenska.yle.fi/a/7-351558. Läst 13 juni 2023.
238. ↑  ”Rapparen Derek B är död”. Expressen. 17 november 2009. https://www.expressen.se/noje/rapparen-derek-b-ar-dod/. Läst 13 juni 2023.
239. ↑  ”Skådespelaren Edward Woodward död”. Expressen. 16 november 2009. https://www.expressen.se/noje/film/skadespelaren-edward-woodward-dod/. Läst 13 juni 2023.
240. ↑  ”Elisabeth Söderström död”. Dagens Nyheter. 20 november 2009. https://www.dn.se/kultur-noje/nyheter/elisabeth-soderstrom-dod/. Läst 13 juni 2023.
241. ↑  ”Eric Woolfson död”. Göteborgs Posten. 6 december 2009. https://www.gp.se/kultur/eric-woolfson-död-1.1096607. Läst 13 juni 2023.
242. ↑  ”Janis Joplins gitarrist död”. Svenska Dagbladet. 25 december 2009. https://blog.svd.se/tvbloggen/2009/12/25/janis-joplins-gitarrist-dod/. Läst 13 juni 2023.
243. ↑  ”Sångaren Vic Chesnutt död”. Expressen. 27 december 2009. https://www.expressen.se/noje/sangaren-vic-chesnutt-dod/. Läst 13 juni 2023.